# Shadowverse
『Shadowverse』（シャドウバース）は、Cygamesより配信されているスマートフォン・タブレット・PC向け対戦型オンライントレーディングカードゲーム（TCG）。2016年6月17日サービス開始。基本プレイ無料（アイテム課金制）。略称は「シャドバ」、「シャドバス」、「SV」。
同社のソーシャルRPG『神撃のバハムート』を元にしたダークファンタジーの世界観をベースとしたゲームであり、同作のカードイラストが本作のカードのイラストとして主に使用されているが、メインキャラクターおよびストーリーは新規のものである。ゲームルールは2014年に配信を開始したBlizzardのオンラインTCG『ハースストーン』と同様の基本ルールが採用されている一方、「進化」システムなどの独自要素がある。
プロデューサーは『神撃のバハムート』、『グランブルーファンタジー』でもプロデューサーを務めている木村唯人、ゲームデザインのメインプランナーは『マジック：ザ・ギャザリング』の国内大会「The Limits 2011」の準優勝者である宮下尚之が務めている。イラストレーターとして『神撃のバハムート』の制作にも関わっている虫麻呂や香川太郎が起用されており、作曲はアニメ『神撃のバハムート GENESIS』でも音楽を務めた池頼広が担当し、全曲オーケストラの生録音で制作されている。
エレクトロニック・スポーツ（e-sports）の競技となることを念頭に開発されていることから、競技性の高いゲームデザインを特徴としており、日本国内外で多くの賞金制大会が開催されている。日本国内ではスマートフォンで展開することで多くの若年層プレイヤーを獲得しており、本作をクラブ活動として採用した学校法人もある。

## 沿革
- 2015年10月16日 - 東京・六本木のニコファーレにてスタッフやキャストらによる製作発表会が行われた[25]。
- 2015年10月19日 - 事前登録およびβテスターの募集を開始[21]。
- 2015年11月29日 - 東京・秋葉原のe-sports SQUAREで先行体験会が開催[18]。
- 2016年2月23日 - 第1回クローズドβテスト開始[26]。
- 2016年3月16日 - 第2回クローズドβテスト開始[27]。
- 2016年6月17日 - iOS, Android向けに日本語版、英語版サービス開始[28]。
- 2016年8月22日 - DMM GAMES版サービス開始[29]。
- 2016年9月30日 - 初の追加カードパックである「Darkness Evolved ダークネス・エボルヴ」実装[30]。
- 2016年10月28日 - Steam版サービス開始[31]。
- 2017年2月7日 - 韓国語版をiOS, Android向けに配信開始[32]。
- 2017年5月11日 - 台湾向けにローカライズした繁体字版をiOS, Android, Steam向けに配信開始[33]。
- 2017年7月 - フランス語、イタリア語、ドイツ語版をリリース[28]。
- 2017年12月29日 - 第7弾カードパック「Chronogenesis 時空転生」  実装[34]。同時に新クラス「ネメシス」及びそのリーダー「ユアン」、新フォーマット「ローテーション」が実装された。
- 2018年4月27日 - 網易より中国においてiOS版が配信開始[35]。
- 2024年3月26日 - 最後のカードパックとなる第32弾カードパック「ヒーローズ・オブ・シャドウバース」がリリースされた[36][37]。

## ゲーム内容

### 基本的なルール
プレイヤーは8種類のクラスを割り当てられたリーダーの中から1人を選択し、40枚のカードからなるデッキを作って対戦する。デッキ構成可能なカードはリーダーのクラス、またはルールによっても異なり、デッキ枚数もルールによって異なる（#ゲームモード節参照）。ターン制が採用されており、各プレイヤーは自分のターンにカードをプレイすることができる。また、ポイント制が採用されており、カードをプレイする時はカードに書かれたコストと同じ値のプレイポイント（PP）を消費する。PPは自分のターン開始時に最大値まで回復する。最大値は1から自分のターン開始時に1ずつ増加し、最大10まで増える。フォロワーやアミュレットはプレイすると「場」に置かれる。場の上限は5枚である。
基本的なゲームの流れは以下の通りである。
- ゲームスタート - 先攻後攻をランダムで決定、最初の手札を3枚引き、マリガンを行う。
- ターン開始 - デッキからカードを1枚引き手札に加える（後攻の1ターン目は2枚引く[22]）。手札は9枚まで持つことができる[41]。
- カードを使う - PPの分だけカードをプレイする。
- 攻撃 - 特定の能力を持たない限りフォロワーはプレイした次のターンから相手フォロワーまたはリーダーに攻撃できる。
- ゲーム終了 - 攻撃を繰り返し相手のリーダーの体力を0以下まで減らせば勝ち、減らされたら負けとなる。

### 進化
本作の進化システムは、『神撃のバハムート』におけるカードの4段階進化を基にしたものである。プレイヤーは後攻では4ターン目、先攻では5ターン目以降、進化ポイント（EP）を消費して場に出したフォロワーカードを進化させることが可能である。進化によってステータスが上昇したり能力が発動したりするほか、場に出したターンであっても相手フォロワーに攻撃できるようになる。原則1ゲーム中、先攻は2回、後攻は3回までしか進化できないが、EPを使わずに進化したり、EPを回復する能力をもつカードも存在する。ターン制カードゲームは先攻にイニシアチブがあり、同じ条件では先攻が有利になるという構造上の問題があるという考えから、先攻後攻のバランスをとるためこのシステムに後攻をフォローする要素を組み入れている。

### カード
カードのイラストは主に同社の『神撃のバハムート』のイラストが使われているが、一部のカードは描き下ろしイラストである。カードはブロンズ、シルバー、ゴールド、レジェンドという4つのレアリティが設定されているほか、全てのカードに「プレミアムカード」が存在している。プレミアムカードは効果は通常と同じだが、カードごとにオリジナルのアニメーションやエフェクトが搭載されている。
カードは「フォロワー」「スペル」「アミュレット」の3種類に分類されている。
フォロワー
場に出して直接相手のリーダーやフォロワーカードを攻撃できるカード。攻撃力と体力が表記されている。戦闘中に進化させることが可能である。
スペル
プレイ時にさまざまな能力を発動するカードで、発動後そのまま墓場へ送られる。
アミュレット
プレイするとフォロワーのように場に出て能力を発動するカード。攻守の数値を持たないため、アミュレット自体は攻撃したりされたりすることはない。
それぞれのカードは後述する8人のリーダーに設定されているそれぞれのクラス、またはニュートラルのいずれかのクラスに属している。ニュートラル以外のカードはそのクラスのデッキにのみ使用することができ、ニュートラルのカードはどのクラスでも使用できる。
カードはストーリーでの入手、パック購入のほか、所持しているカードを「分解」して得られる「レッドエーテル」を使用することによっても入手できる。

### ゲームモード
ソロプレイ
リーダーごとに用意されたシナリオに沿ってCPU戦を行う「メインストーリー」と様々なテーマを持ったデッキと対戦する「プラクティス」がある。メインストーリーを進めることで入手できるカードも存在する。プラクティスではCPUの強さを選択できる。
バトル
最新の5つのパックのカードと一部の初期配布カード（ベーシックカード）のみが使用可能な「ローテーション」か、全てのカードが使用可能な「アンリミテッド」のどちらかのフォーマットで作成したデッキで対人戦を行う。
ランダムな相手と対戦を行う「フリーマッチ」、ランクが近い相手と対戦し結果によってランクが変動する「ランクマッチ」、ルームを作成して招待に応じた相手と対戦する「ルームマッチ」の3種類のモードがある。ソロプレイとは違い、1ターン90秒の時間制限がある。ランクマッチでは対戦結果に応じてバトルポイント（BP）が増減し、獲得したBPに応じてランクが変動する。ルームマッチでは、デッキのフォーマットや2本先取した方が勝ちとなる「BO3」などのルールを選択してルームを作成し、発行されたルームIDを対戦相手が入力するか、フレンド登録機能による「フレンド招待」を利用することで任意の相手と対戦することができる。
アリーナ
「2Pick」、「Open 6」および「グランプリ」をプレイできる。「2Pick」と「Open 6」をプレイするにはクリスタル、ルピあるいはチャレンジチケットを消費する必要があり、5回戦の対戦結果に応じてカードパック、ルピなどの報酬を受け取ることができる。
2Pick
2016年8月15日に最初に追加されたモード。ランダムに選出された3つのクラスから1つを選択し、その後ランダムで表示される2枚のカード2組からどちらかを選択する。このカード選択を15回繰り返すことで作成した30枚の即席のデッキで対人戦を行うモード。
Open 6
2019年5月21日に追加されたモード。3つのクラスから1つを選び、最新4弾のカードパックから5パック、「ファントムカードパック」1パックを購入した後、それぞれから排出されたカードで30枚以上のデッキを作成し、対人戦を行う。ファントムカードパックにはゴールドレアカードが5枚、レジェンドが3枚封入されているがOpen 6でしか使用することができない。5回戦のうち、4回以上勝利するとファントムカードパックに封入されていたカードを1枚、通常のカードとして獲得でき、Open 6以外でも使用することができるようになる。
グランプリ
2018年3月9日に追加されたモードで、期間限定で開催されるゲーム内大会に参加できる。大会では自身で作成したデッキを使用し、バトルは毎日決められた回数だけ行うことができる。大会は「ラウンド1」「ラウンド2」「決勝ラウンド」に分かれていて、ラウンド1での対戦成績によって、ラウンド2以降は上位グループであるAグループと下位グループであるBグループに分けられる。ラウンド2では規定の勝利数に達することで決勝ラウンドに進むことができる。決勝ラウンドは期間中1度のみ挑戦可能で、2回敗北した時点で挑戦が終了するサドンデス形式となっている。
ラウンド1、2は毎日1度、無料で挑戦することができ、それ以降は上限回数までクリスタルやルピ、専用のチケットを消費することで挑戦できる。決勝ラウンドは無料で挑戦可能。大会ごとに開催期間や決勝ラウンドへの進出条件は異なる。

### 生放送配信機能
ドワンゴが提供する「ニコニコスマホSDK」が本作に組み込まれ、Android、iOS版にはニコニコ生放送での実況プレイ機能が導入されていた。この機能により、パソコンなどの特別な機材がなくとも本作の実況配信が行えるようになっていた。ニコニコスマホSDKのサポートが終了したため、2018年9月27日のアップデートでこの機能は削除された。

## ストーリー
本作のメインストーリーは主人公たちそれぞれの物語が絡み合って展開していく群像劇となっており、フルボイスで物語が進行する。シナリオはCygamesのシナリオチームが担当している。2019年7月30日のアップデート時点で「プロローグ」「災いの樹編」「災いの樹編-最終章-」、および「ギルド争乱編」、「機械反乱編」、「機械反乱編-最終章-」が配信されている。

### プロローグ
全3章で構成されており、このストーリーのみロザリアが主人公となっている。2018年5月30日のアップデートより「1章 序章」はアニメーションムービーとなっている。
あらすじ
エルフの少女ロザリアとアリサが共に森で訓練していたところ、突如現れた「虚の影」にアリサが連れ去られる。戦闘の末アリサを取り返したものの、再び現れた虚の影の攻撃からアリサを庇い、今度はロザリアが連れ去られる。

### 災いの樹編
ユアン以外のリーダーの個別ストーリー各14章および共通ストーリー1章、ユアンの個別ストーリー6章の計105章で構成されている。ユアンのシナリオのみストーリー内の時系列が「災いの樹編-最終章-」と同じである。
あらすじ

親友を探すエルフの少女アリサ、アレスター王国の姫の護衛兼メイドエリカ、恋人を亡くした宮廷魔術師イザベル、行方不明となっていた騎士団長ローウェン、ネクロマンサーの少女ルナ、封印から目覚めた最後のヴァンパイアユリアスはそれぞれ教会の司祭イリスの導きによって「災いの樹」と呼ばれる光り輝く文様の元に集められる。すると、災いの樹からロザリアの姿をしたネクサスを名乗る存在が現れ、イリスを含む7人は災いの樹が放つ光に飲み込まれる。
イリスを除く6人は、ネクサスがもたらした「安寧の夢」の中でそれぞれの願望が叶う世界を体験する。しかし、夢の世界を甘受することを選ばず、ネクサスから夢の管理者としての権限を与えられていたイリスを打倒して現実に帰還する。イリスも6人の置かれた境遇や思想を知り、自身の信仰が誤っていたことに思い至り、信仰を捨てて6人とともにネクサスを打倒するため現実に帰還する。
世界を渡る能力によって他の主人公たちのいる世界にやってきたユアンは、ネクサスがもたらす世界の破壊を防ぐためにアリサたちに力を貸す。

### 災いの樹編-最終章-
各リーダー共通のストーリーで全12章で構成されている。2017年11月29日のアップデートで前半6章が、同年12月29日に後半6章が実装された。このストーリーをプレイするためにはユアン以外のリーダーの「災いの樹編」15章をクリアする必要がある。
あらすじ
現実へと帰還した7人だったが、それぞれの目的の違いからバラバラに行動することになる。数多の虚の影と対峙し、それぞれ対話を重ねるうちに7人で力を合わせてネクサスを打倒することで折り合い、災いの樹へたどり着く。ネクサスと対峙し、その強大な力に劣勢を強いられていた時、ユアンが現れ状況を好転させる。力を合わせ、ネクサスにダメージを与えたものの打ち倒すことはできず、ネクサスは「静止」の力を用いた後、別の世界へ逃げていった。静止した世界を再び動き出させるためにはネクサスを打倒するしかないとユアンに告げられた7人は、それぞれの思いを抱きながらユアンから世界を渡るための能力を与えられ、別の世界へと旅立つ。

### ギルド争乱編
2018年3月9日にアリサのストーリーが実装され、同年9月27日のアップデート時点までにアリサ、イザベル、ユリアス、ルナ、ローウェン、イリスの共通ストーリー1章、個別ストーリー各11章、計67章が実装されている。このストーリーを解放するには「災いの樹編-最終章-」をクリアする必要がある。「災いの樹編-最終章-」までの世界とは別の世界にある、「ブレイドライツ騎士団」、「無暁」、「マギス高潔会」、「エスカマリ」、「ニコラ・アデル」の5つのギルドによって均衡が保たれている「イズニア国」を舞台に物語が進行する。
ギルド争乱編 アリサ
別世界へたどり着いたアリサはブレイドライツ騎士団の副団長メイシア・ラフォージ（声 - 米澤円）と団員の獣人セタス・ロウと知り合い、イズニア国を案内される。その最中、街中でエリカを発見するが騎士団の名前を出した途端にエリカに戦いを挑まれ、退けたもののエリカは立ち去ってしまう。騎士団の建物に戻り事情を説明すると、エリカは騎士団と対立している「無暁」と呼ばれるギルドと行動を共にしていることを教えられる。その後、街中で死体が発見され、現場に赴くと無暁の暗殺者が現れ戦闘になる。セタスと協力して退けた後、エリカの姿を見つけ、再度説得を試みるもエリカと戦闘になる。
ギルド争乱編 イザベル
別世界へたどり着いたイザベルはマギス高潔会の長で「天外の華」を自称する魔導師エレノア・グローリア（声 - 内田真礼）と邂逅する。戦いとなるも重力を操るエレノアの魔法に完敗を喫し、さらに別世界から来たことを看破される。圧倒的な魔力と魔法の知識も持つエレノアに興味を持ったイザベルは、カイルを蘇生させる手立てが見つかるかも知れないと思い、エレノアの案内でマギス高潔会へ向かう。エレノアと一時離れた際に、イザベルは見知らぬ男と共にいるルナと再会する。その男の謎の力に危険を感じ戦いを挑むも、全く効果があった様子も見られずルナと男は立ち去る。合流したエレノアに、その男がたった一人で他のギルドと均衡し、禁絶のギルドと称されるニコラ・アデルであると教えられる。ギルドに到着したイザベルとエレノアは死者蘇生の術の研究を始める。研究が思うようにいかず、気分転換に外に出たイザベルはローウェンと再会する。ローウェンは黒龍の力を制御できるようになったと述べ、イザベルはそれが本当か試すために戦う。イザベルは戦いを通してローウェンが相当な痛みを経て呪いを制御できるようになったことを感じ、彼を許してしまいそうになり、別れる。研究に戻ったイザベルとエレノアのもとに無暁の暗殺者が現れ、無暁に組みするよう迫るも、2人は協力し退ける。自分の目的に迷いなく魔法に打ち込むエレノアに対し、カイルやローウェンについて、さらには別世界の世情に心を動かされ迷っていることに思い至り、自分自身の答えを見つけなければとひとりごちる。
ギルド争乱編 ユリアス
別世界へたどり着いたユリアスはユリアスの力を危険と判断し、抑制しようとするユアンによって戦いを挑まれる。しかし、ユアンは無駄と悟ったのか敗北を認める。ユリアスは強者の気配を感じ街を歩いているとルナと一緒のニコラと邂逅する。ユリアスはニコラから気配を感じ勝負を挑んだが、均衡のギルド、エスカマリによって鎮圧される。ニコラの下を去ったユリアスは魔導生物を見つけるが、それはマギス高潔会の門番であった。近くにいた男から、イズニア国には5つの強者が存在することを教えられる。門番を破ったユリアスはマギス高潔会のエレノアによって追い出され、再び邂逅したニコラと戦闘し、倒れているローウェンと遭遇する。ユリアスはローウェンに黒竜の力を抑えるだけでなく、その力を使うよう促し武器を取らせる。その後ユリアスはエスカマリの長、マーロンに話しかけられる。彼にニコラ、エレノアに匹敵する強者について聞いたが、マーロンに目論見を読まれ、戦闘することになる。マーロンに説得されユリアスはマーロンとの戦闘をやめ、その下を去る。街を歩いていると警戒した様子のイリスと遭遇する。イリスと別れると、ユリアスは街で死体が見つかったと騒ぎになっていることに気づく。通りかかったメイシアがユリアスにぶつかり、ユリアスはメイシアから強者の気配を感じ、戦いを挑むが、メイシアが副団長であり、より強いセタスがいることを教えられるとそのセタスを探しに向かう。ユリアスは魔導生物から助けた少女にセタスはエレノアより劣ると教えられる。ふとそこへ強烈な気配を漂わせた男をユリアスは見つけるとその男を追う。ユリアスはその男に勝負を挑むが、男はユリアスを相手に本気を出さず、逃げてしまう。

## 登場人物

### リーダー
リーダーはメインストーリーの主人公であり、それぞれ固有のクラスが割り当てられている。この節では各キャラクターとおよびクラスの基本的な特徴、使用されるデッキタイプについての説明と、「災いの樹編」における各キャラクターシナリオのあらすじを説明する。
アリサ
声：優木かな / イラスト - 虫麻呂
森の守護者「森番」を目指すエルフの少女。
クラスはエルフ。森に住まう妖精や精霊・獣といった系統のカードが多い。
「フェアリー」を手札に加えるカードを使うことで手札を増やし、「新たなる運命」によって墓地を効率よく増やすことで、墓地にカードが30枚以上ある場合に非常に強力な能力を持つ「冥府への道」による勝利を目指す「冥府エルフ」、デッキから特定のカードを手札に加える能力を持つ「ミニゴブリン」で「リノセウス」を手札に加え、「リノセウス」の能力により大ダメージを出すコンボを中心とした「コンボエルフ」デッキなどが使用される。
災いの樹編 アリサ
「虚の影」に連れ去られた親友ロザリアを救出するべく旅に出る。道中で出会ったイリスに導かれ、「災いの樹」にたどり着く。そこでロザリアの姿をした「ネクサス」を名乗る存在と遭遇する。ロザリアを呼ぶアリサの声は届かず悲嘆に暮れる中、災いの樹の光に包まれる。
目覚めたアリサは森の中でロザリアと共にいた。最初はロザリアを見て驚くも記憶を失っており、驚いた理由はわからない。その後、ロザリアと共に目標としていた「森番の試練」を受ける。試験の最中に何度も窮地に陥るロザリアを救い感謝されるも、アリサはロザリアに助けて貰ったことを朧気に覚えており、違和感が膨らんでいく。その時イリスが現れ、意味深な言葉を残し去っていった。そしてロザリアとの会話によって、いつもロザリアに助けられてばかりだったこと、そのロザリアを護れるようになるために森番を目指していたことを思い出したアリサは今いる世界に違和感を感じ、事情を訊くためイリスを追う。再び現れたイリスは、今いる世界は望んだことが全て叶う世界であり、アリサがロザリアのことを妬んでいたのだと説く。アリサはそんなことは望んでいないと反発し、嘘のロザリアではなく本当のロザリアに勝つことが望みであると息巻いて、ロザリアを助けるためイリスを倒して現実に帰還する。
エリカ
声：石上静香
アレスター王国の姫の護衛兼メイド。高い戦闘能力を有している。
クラスはロイヤル。所属するフォロワーは「兵士」または「指揮官」というタイプを持つ。低コストのフォロワーを中心とした攻撃的なデッキである「アグロロイヤル」デッキなどが使用される。
災いの樹編 エリカ
姫の命を受け「封印の古城」の調査に赴き、復活を果たしていたユリアスと交戦するも圧倒される。逃したユリアスを捜索する途中、イリスからユリアスの封印には姫の命が必要であることを聞かされ、急ぎ王城に戻る。王城に戻ったエリカは姫からイリスの言ったことが本当であることを教えられ、姫を守るためユリアスを討伐することを誓い、城を出る。その後、再び現れたイリスにユリアスが「災いの樹」に向かったことを告げられて災いの樹に向かい、見つけたユリアスと再戦するも、その最中に災いの樹の光に飲み込まれる。
王城で目覚めたエリカの傍らには姫がいた。しかし、エリカはすぐにその姫が偽物であることに気づき切り捨てる。現れたイリスに本当の姫の居場所を問うも答えは帰ってこず、イリスは姿を消す。イリスを追い、城内を探索していると再びイリスが現れ、この世界が自分が望んだことが叶う夢の中であることを知らされる。再度現れた偽物の姫に「あなたの過去は私を護れば許される」と言われ、姫にも伝えていない自身の過去について触れられたことに驚愕する。エリカはある国で暗殺者として命じられたままに人を殺していた。用済みとなり国を追われた末に現在仕えている姫と出会った。イリスに主に尽くすことで暗殺者であった過去を贖罪することが望みであると説かれ、エリカはそれを受け入れ夢に浸る。しかし、偽物の姫からネクサスが世界を消し去ろうとしていることを教えられ、本当の姫が消え去ってしまえば本当の姫に贖罪を乞うこともできず、自身が真に救われないと気づき、イリスを倒して現実に帰還する。
イザベル
声：佐倉薫 / イラスト - TEDDY
アレスター王国の宮廷魔術師。ローウェンとは旧知の仲。
クラスはウィッチ。スペルをプレイすることでカードが強化される「スペルブースト」という能力を持つカードが特徴的。「次元の超越」を始めとしたスペルブーストを持ったカードを中心とした「超越ウィッチ」、土の印タイプを持つアミュレットが自分の場にある場合に強大な効果を発揮する「土の秘術」という能力を持ったカードと「オズの大魔女」を組み合わせた「土の秘術ウィッチ」デッキなどが使用される。
災いの樹編 イザベル
恋人カイルの死をきっかけに死者蘇生の方法を求め各地を彷徨ううち、イリスに促され「災いの樹」に向かう。そこで黒龍と化したローウェンと遭遇する。ローウェンがカイルを殺したことを悟ったイザベルは仇を討とうとするも、災いの樹の光に飲まれる。
気がつくとイザベルはカイルと共にいた。裏切り者として軍から追われるカイルと逃避行し求婚されるが、仲間よりも恋人を大事にするその言動に、記憶の中のカイルとの齟齬を感じ、イザベルの中で違和感が膨らんでいく。軍の指揮官によってカイルが放免され、自身の研究所に戻ってくるとローウェンが現れ、幻のカイルを消し去った。たとえ幻でもカイルと共に居たかったとイザベルはローウェンに復讐しようとし、ローウェンも罰を受けようとするも、それを身を挺して止めたのは突然現れたカイルだった。そのカイルはイザベルの渾身の一撃を受け、イザベルに「前へ進め」と言い残し消える。イザベルはローウェンを庇ったカイルが本物のカイルだったと気づき、冷静さを取り戻す。その後、ローウェンからカイルの死について真相を聞かされ、愛するカイルの望みを汲み、夢から脱し前へ進むことを選ぶ。ローウェンとイザベルは現れたイリスを打倒し現実に帰還する。
ローウェン・ドラグスピア
声：杉田智和
アレスター王国軍の騎士団長を務めた戦士。かつて、部下であり親友でもあるカイルたちと共に国境付近に出現した黒龍を退治したが、黒龍が死に際に放った呪いにより、ローウェンはなにかを守ろうとするたびに黒龍と化して暴虐の限りを尽くすようになる。その結果としてローウェンは部下たちとカイルを殺めてしまう。「災いの樹編-最終章-」において、黒龍の力を制御することができるようになった。
クラスはドラゴン。PPの最大値が7以上になるとカードの能力が強化される「覚醒」という能力を持つ。序盤にPPの最大値を増やす能力を持つカードを使うことで、相手のPPが低いうちに高コストのフォロワーを展開させる「ランプ」戦術を中心とした「ランプドラゴン」、コストの低いフォロワーと組み合わせることで高い盤面制圧力を持つ「原初の竜使い」を中心とした「原初の竜使いドラゴン」デッキなどが使われる。
災いの樹編 ローウェン
黒龍を討伐した後、行方不明となっていたローウェンは山に潜伏していたが、突如現れた「虚の影」から愛する家族である妻レイチェルと娘ナタリーを守るために山を降りる。その後、虚の影に襲われていたアリサを助けようとしたとき、自身の体が黒龍と化した。気がつくとイリスが現れ、アリサは逃げ果せたこと、そして自身にかけられた呪いについて教えられた。「災いの樹」に呪いを解く答えがあるというイリスの弁を信じ、災いの樹にたどり着いたが、現れた虚の影と対峙した時家族を守ることを意識してしまい黒龍と化す。気がつくと、目の前にイザベルがいた。イザベルに事情を説明し、許しを請おうとするも、ローウェンがカイルを殺したことを悟り激高したイザベルは聞き入れず交戦する。その最中、災いの樹の光に飲まれる。
災いの樹の夢の中では、カイルや仲間たちと協力し黒龍を打倒して、愛するレイチェル、ナタリーと再会する。しかし、再会直後家族を守ることを意識した瞬間、ローウェンは苦しみだす。そこにイリスが現れ、たとえ夢の中であっても黒龍の呪いは残ったままであることを告げられる。気がついたときには、愛する家族を惨殺していた。記憶を取り戻し、自分の業の深さに絶望するローウェンは、イリスからイザベルが夢に囚われていることを聞き、彼女に現実を見させること、そして殺されることで過去を清算することを選ぶ。イリスの力によってイザベルの夢へ侵入したローウェンはカイルの幻影を消し去り、イザベルと交戦する。渾身の一撃をイザベルが放った瞬間、突然現れたカイルがローウェンを庇い、イザベルの攻撃を受けて消えていった。その後、落ち着きを取り戻したイザベルにカイルの死の真相を伝えた後に、イリスからネクサスが人と世界を消し去ろうとしているをこと告げられ、家族を消させはしないと決意し、イザベルと共にイリスを倒し現実に帰還する。
ルナ
声：小倉唯 / イラスト - まよこ
陰気な洋館に住まう幼い少女。死霊術師であり死者たる両親を繋ぎ止めている。
クラスはネクロマンサー。墓地にあるカードを消費することでカードが強化される「ネクロマンス」という能力を持つカードが特徴。2017年12月のアップデートでカードで手札を墓地に送る「葬送」と、対戦中に破壊された自分のフォロワーを場に出す「リアニメイト」という能力を持ったカードが追加された。強力なフィニッシャーである「魔将軍・ヘクター」を中心とし、相手に応じて攻撃的にも守備的にも立ち回れる「ミッドレンジネクロマンサー」、ラストワード能力を持つフォロワーを中心にし、ネクロマンス能力も活かす「ラストワードネクロマンサー」などのデッキが使われる。
災いの樹編 ルナ
「死者ならば永遠に一緒に居られる」と信じ、骸骨の姿をした"パパ"と"ママ"との散歩をより楽しくするために、気に入った相手を殺して"お友達"を作ろうとし、アリサやユリアスなどと交戦するも逃げられる。道中で会ったイリスに促され「災いの樹」に向かったルナは、災いの樹から両親の声を聞き、光に包まれる。
災いの樹がもたらした夢の中で、ルナは自身の屋敷で目を覚まし、両親と再会する。そこに盗賊が現れ、ルナは自分のしたいことが、両親に酷いことをした盗賊を何度も殺すことだったと自覚し、現れ続ける盗賊を殺し続ける。しかし、殺している最中に何者かの叫び声が聞こえ、ルナは苦しみだす。ルナの苦しみが頂点に達したとき、死霊である本当の両親が出現し、盗賊と幻の両親を消し去った。そこにイリスが現れ、叫び声がルナが繋ぎ止めている両親のものであることを告げる。そして、ルナが記憶に蓋をしていた両親の死について語る。ルナは自宅に押しかけた盗賊に両親を殺害された。二人の最期の言葉を聞いたルナは死霊術師としての才に目覚め、死んだ両親を現実に繋ぎ止めた。両親が既に死んでいること、そして二度と会話を交わせないことを受け入れたルナは、イリスから、ルナが夢の中にいることによって本当の両親が苦しんでいることを聞き、両親をこれ以上苦しめないために、イリスを打倒し現実へ帰還する。
ユリアス・フォルモンド
声：諏訪部順一
ヴァンパイア族最後の生き残り。強者を求め同族を全て滅ぼした後、アレスター王国の国王だったバルタザールに敗北して「封印の古城」に封印されていた。
クラスはヴァンパイア。ライフが10点以下の場合にカードが強化される「復讐」という能力を持つ。自傷で強力な効果を発揮するカードや、回復効果のあるカードを駆使して戦う。低コストのカードを中心とした攻撃的なデッキである「アグロヴァンパイア」、「ダークジェネラル」などの復讐状態で強化されるカードを中心とした「復讐ヴァンパイア」などが使用される。
災いの樹編 ユリアス
封印が何者かによって解放され、直後に出会ったエリカと戦ったユリアスは圧勝するが、知らずに一太刀浴びていたことを知り、彼女に興味を持つ。強者を求め、ルナやローウェンと交戦するも満足する結果は得られない。ローウェンからバルタザールが既に故人となっていることを聞かされ、その墓を訪れ、強者たるバルタザールのいない世界の退屈さを嘆く。そこに突如現れたイリスから、望みが叶う世界に行けると聞いたユリアスはその誘いに乗り、「災いの樹」に向かう。災いの樹でエリカと再会し、交戦する。エリカが以前よりも強くなっていることに胸を躍らせる。その戦いの最中、災いの樹の光に飲み込まれる。
災いの樹の夢の中でもユリアスは記憶を保ったままであり、まやかしであると見抜いてはいたものの、バルタザールとの戦いを楽しむ。過去の戦いを回想しながらバルタザールの幻と戦い続けるユリアスだったが、まやかしには力はあるが意思がなく、過去に滅ぼした同族たちと同じく、強者ではないと認識する。そこにイリスが現れ、安寧の夢の中でも満たされないのかとユリアスに問う。ユリアスは、望みが叶うというのは誇張が過ぎたと返答する。ネクサスについて、下らない嘘偽りしか作り出せない、無能で傲慢な存在であると喝破し、まやかしよりはましであろうとネクサスとの戦闘を求める。さらに、絶対の神、と口にしたイリスに対し、神とは自身を満足させてくれる力と意思を兼ね備えた強者であり、それを追い求めたが、ついに現れなかった、故に神はいないのだ、と自身の信条を述べる。イリスはユリアスに危険を感じ、バルタザールを何人も並べてみせる。バルタザールを愚弄したその行為にユリアスは憤慨し、夢を終わらせるよう要求する。再び現れたイリスと問答し、ユリアスの言葉に動揺するイリスを打倒して、ネクサスと戦うために現実へ帰還する。
イリス・アンテュール
声：井上喜久子 / イラスト - 久方綜司
街外れの大聖堂の司祭。記憶喪失に陥り、多くの人々に助けられながら日々を過ごしていた。
クラスはビショップ。僧侶や司祭ならびに召喚した聖獣や天使・神とともに戦う。カウントダウンアミュレットや「消滅」効果を持つカードが多い。「天空の守護者・ガルラ」や「詠唱：獣姫の呼び声」に加え、プレイしたターンに攻撃が可能な「疾走」能力を持ったフォロワーを中心にした攻撃的なデッキである「疾走ピショップ」、強力な除去耐性を持つ「ヘヴンリーイージス」を中心とした「イージスビショップ」などが使われる。
災いの樹編 イリス
大聖堂にて自身と同じ姿をし、イリス・アンテュールを自称する人物と出会う。彼女は「災いの樹」で望みが叶うという言葉を残し姿を消す。もう一人の自分の痕跡を追うイリスはやがて暗躍する彼女に強い憤りを感じる。だが、アリサと出会ったイリスは彼女と会うのが三度目なのだと知る。過去にアリサと会っているにも関わらずそのことを覚えておらず、自分の方が偽物だという疑念を抱き困惑する。「災いの樹」に到達したイリスはもう一人の自分と対峙し打ち倒したが、その時眩い光に包まれ、喪われた記憶を取り戻す。災いの樹からネクサスが降臨するのを歓喜しつつ見届け、光に飲み込まれた。
夢の中で、ネクサスから夢の世界の管理者という権限を与えられ、夢に惑う「愚者」を導く役割を遂行する。安寧の世界でなおも友を救おうとするアリサ、己の罪を許されるために姫のいる世界を望むエリカに続いてルナの夢に入ったイリスは、自身が絶対の安寧だと信じていた夢がむしろ無垢な彼女を苦しめているのだという事実を知る。あらゆる者が暖かな夢の中で救われることを願い、儀式を重ね、災いの樹を呼んだにも関わらず救われぬ者がいることに困惑する。更にローウェン、イザベルと対峙し、過酷が待っていると知りながらも前に進もうとする二人の強い意志を知る。そしてユリアスと問答し、自身の信仰心が揺らいでいることを指摘され狼狽する。教会で自身の信仰と6人の決断について思案を巡らせ、他人のことを知りもしないのに「安寧」を押し付けていた自身の傲慢さを自覚し、ネクサスによる救済では全ての者は救われず、全ての者を等しく救うという自身の目的は果たせないことに思い至る。そこにもう一人の自分が現れ、夢に惑う愚者となり果てていると指摘されるも、信仰を捨て、本当の意味で世界を過酷から救うために前へ進むと決意し、もう一人の自分を打ち倒して融合し、6人と共にネクサスと戦うため現実へ帰還する。
ユアン・ギルフレイ
声：柿原徹也 / イラスト - 風篠
次元を渡る能力を持つ復讐の戦士。かつて「管理者」であるネルヴァの依り代にされかけたが適合せず生き残った。ユアンの居た世界はネルヴァによって消滅し、ネルヴァへの復讐および管理者による世界の破壊を防ぐため、能力を用いて数々の世界を渡り歩いてきた。
クラスはネメシス。人工的に作られた存在や、世界から外れた超越者たちが属する。自分のデッキの枚数が偶数のときに「共鳴」状態となり、この状態の時のみ能力が発動するカードが特徴。また「アーティファクト」タイプを持つカードをデッキや手札に加える能力を持つカードもあり、この能力を活用することでデッキの枚数を操作しやすくなっている。
災いの樹編 ユアン
本作の舞台となる世界に転移し、『安寧』のネクサスによる世界の破壊を防ぐため「災いの樹」へと向かう。アリサたちと出会い、破壊されかけている世界に意思がある者が残っていることに気づき、彼女たちに「管理者」についての情報をもたらし、ともにネクサスを打倒する。

### リーダー以外の登場人物
ロザリア
声：ゆかな / イラスト - 香川太郎
プロローグの主人公でアリサの親友であるエルフ。アリサと共に森番を目指していたが、虚の影に連れ去られネクサスの依り代とされた。
カイル
イザベルの婚約者でローウェンの部下。アレスター王国騎士団に所属し、ローウェンと共に黒龍討伐に向かうが、呪いによって黒龍と化したローウェンによって殺害される。
バルタザール
アレスター王国のかつての王。最後のヴァンパイア、ユリアス・フォルモンドとの死闘の末、「封印の古城」にユリアスを封じた。ストーリー中では、既に過去の人物となっている。

#### 管理者
世界を統べ、世界の破壊と再生によって調和をもたらす存在。また、各個体はそれぞれ特殊な力を持っている。
『安寧』のネクサス
災いの樹編までの舞台となっている世界を統べる「管理者」。イリスによる祈りと儀式によりロザリアを依り代として降臨した。『偽りの安寧』という理想の夢に人々を捉え、その間に世界を破壊しようとする。「虚の影」と呼ばれる異形の怪物を召喚し、主人公たちの行く手を阻む。8人の戦士たちとの戦いに破れ、『扉』を開き別の世界へと消えた。「静止」の能力を持ち、別の世界へ消える前に主人公たちの世界を静止させ、主人公たち以外の人間を夢に閉じ込めた。
『粛清』のネルヴァ
ユアンの世界を滅ぼした「管理者」。ネクサスを退けた8人の戦士たちの動向を密かに監視している。

## 課金システム
アプリ内課金で購入できる「クリスタル」を消費することで、以下で説明するカードパックなどのほか、カードの裏面のデザインを変更できるカードスリーブなどを購入することができる。

### カードパック
1パックにつき8枚のカードを入手できる。ゲーム内で取得できる「ルピ」や「チケット」を消費しても入手することができる。3か月毎に新規カードパックが追加され、第8弾からは実装の約1か月半後にアディショナルカードとしてカードが追加される。
2019年9月19日に「カードパックポイント交換機能」が実装され、各カードパック購入ごとに貯まるポイントを消費することで、リーダースキン付きカードやレジェンドカードと交換できるようになった。
クラシックカードパック
本作の配信開始時より提供されている第1弾カードパック。配信当初は「スタンダードカードパック」という名称だった。
Darkness Evolved ダークネス・エボルヴ
キャッチコピーは「新たな進化を手に、戦え」。本作のゲームシステムにおける特徴である「進化」をフィーチャーしたカードパック。「エイラの祈祷」や「封じられし熾天使」などのカードが話題となった。
Rise of Bahamut バハムート降臨
キャッチコピーは「全てを破壊し、勝利せよ」。新能力「エンハンス」を持つカードが追加された。「エンハンス」を持つカードはコストとカード効果を2種類ずつ持ち、ゲーム前半のPPが少ない状況でもゲーム後半でも展開に応じて使用できる使い勝手の良いカードとしてデザインされている。
Tempest of the Gods 神々の騒嵐
キャッチコピーは「戦いは、神の次元へ」。それまでのゲーム環境で注目されていなかったドラゴン、ネクロマンサー、ヴァンパイアの各クラスがさらに注目されるように意識して制作された。
Wonderland Dreams ワンダーランド・ドリームズ
キャッチコピーは「さぁ、物語の向こう側へ」。カードには古今東西の童話や物語を元にしたキャラクターが描かれている。このカードパックの制作については、本作の世界観がおとぎ話の世界にも広がっていることを示すことために、世界観の元になっている『神撃のバハムート』のキャラクターである「アリス」を軸とした新しい世界観を作り、これまで以上にカードのキャラクター性を意識した上でカード能力のデザインが行われた。また、新しい戦術としてニュートラルカード中心のデッキタイプを構築できるように制作されている。
Star Forged Legends 星神の伝説
キャッチコピーは「その輝きは、銀河を翔ける」。「1st Anniversary 人気カード投票」において上位に選ばれたカードの絵違いカード「リーダースキン付きカード」が2枚封入されている。リーダースキン付きカードを入手すると、そのカードに描かれたキャラクターのリーダースキン、エンブレム、スリーブも入手することができる。
Chronogenesis 時空転生
キャッチコピーは「今、世界は再誕する」。「1st Anniversary 人気カード投票」において上位に選ばれたカードの絵違いカード「リーダースキン付きカード」が3枚封入されている。このカードパックより、8つ目のクラスとして「ネメシス」が追加された。ネメシスのカードは42種類、他のクラスのカードは12種類ずつ封入されている。過去のキャラクターのリメイクカードが封入されることや、リーダーに能力を付与したり、PPを回復したりするなどの新しいカード能力を持ったカードの実装、そしてネクロマンサーに新しい能力「葬送」と「リアニメイト」を持ったカードを実装することをテーマとして制作されている。
Dawnbreak, Nightedge 起源の光、終焉の闇
キャッチコピーは「選ぶのは、君だ」。「1st Anniversary 人気カード投票」において上位に選ばれたカードの絵違いカード「リーダースキン付きカード」が2枚封入されている。新能力「チョイス」を持つカードが追加された。「チョイス」を持つカードをプレイした時、2枚のカードから1枚を選択し、その選択したカードとしてプレイする。この能力は、「相反する2つの要素とそこから1つを選択する」というカードパックのテーマをゲーム上で表現することを意識してデザインされている。
Brigade of the Sky 蒼空の騎士
キャッチコピーは「飛べ、あの空の果てまで！」。「リーダースキン付きカード」が1枚封入されている。フォロワーのみが持つ新能力「アクセラレート」を持つカードが追加された。「アクセラレート」を持つフォロワーは、設定されたコスト分のPPを消費することで別の能力を持つスペルとしてプレイできる。『グランブルーファンタジー』のキャラクターが描かれたカードが封入されている。
十禍絶傑
キャッチコピーは「十の試練が汝を待つ」。新能力「直接召喚」を持つフォロワーおよびアミュレットが実装された。「直接召喚」はそのカードに書かれた条件を満たしていた場合、自分のデッキからそのカードが場に出てくる能力である（同名のカードが複数枚デッキに含まれていても、一度のタイミングに出てくるカードは1枚のみ）。実装後、日本のApp Store売上ランキングでは同月28日に2位、Google Playの売上ランキング（ゲームカテゴリー）では28日に10位、29日に8位にランクインした。Social Game Infoは、直接召喚などの新要素がユーザーから好評であると報じている。
Altersphere 次元歪曲
キャッチコピーは「これは、もう一つの世界」。「新たな姿、新たな能力、新たなクラス」というコンセプトの元に制作されており、これまでに実装されたキャラクターが違うクラスのカードとして実装されている。また、ストーリーモード「ギルド騒乱編」で登場したキャラクターのカードも実装された。実装後の12月28日には日本App Store売上ランキングで5位に、アディショナルカード実装後の2019年2月20日には11位にランクインした。
鋼鉄の反逆者（リベリオン）
キャッチコピーは「反逆の時は来た」。「リーダースキン付きカード」が2枚封入されている。このパックと同時に配信を開始したメインストーリー「機械反乱編」と同じ世界観のカードが実装されており、ストーリーで登場するキャラクターのカードは新タイプ「機械」を持つ。実装後の3月29日には日本App Store売上ランキングで4位に、Google Playランキングでは7位にランクインした。
Rebirth of Glory　リバース・オブ・グローリー
キャッチコピーは「伝説は、その手の中に」。前弾までのカードパックに登場したキャラクターが、新たなカードとして収録されている。実装後の6月28日には日本App Store売上ランキングで2位に、7月1日のGoogle Playランキングでは7位にランクインした。
森羅咆哮
キャッチコピーは「君の野生が、いま目覚める」。新しく「結晶」という能力を持つカードが実装された。この能力を持つフォロワーカードは、カードに書かれた数値分のPPを消費することでアミュレットとしてプレイできる。メインストーリー「自然鎮魂編」と同じ「ナテラ」という世界をモチーフにしたカードが収録されており、新タイプ「自然」を持つカードが実装された。正式配信前にプレリリース期間が設けられ、9月19日から正式配信までの間、最大100パックまで「森羅咆哮」を購入することができた。プレリリース期間に手に入れたカードは同期間のみプレイ可能な「プレローテーション」モードでの対戦に使用できる。プレリリース開始後の9月20日には日本App Store売上ランキングで4位に、同日のGoogle Playランキングでは15位にランクインした。
Ultimate Colosseum　アルティメットコロシアム
キャッチコピーは「大決戦の幕が上がる！」。プリンセスコネクト！Re:Diveのキャラクターをモチーフとしたカードが収録されており、その一部は新能力「ユニオンバースト」を持っている。手札にそれらの能力を持ったカードがあるとき自分のフォロワーが進化するたびカードテキスト上の「ユニオンバースト　X;」のXの数値が1ずつ減っていき、自分がXターン目以降にプレイした時に「ユニオンバースト　X;」以下に書かれた能力が発動する。プレリリース開始後の12月24日にはApp Storeで1位、Google Playの売上ランキングでは同日に18位、25日に9位にランクインした。
ナテラ崩壊
キャッチコピーは「君の野生で、抗え」。メインストーリー「天地侵略編」と同じ世界「ナテラ」の世界観をモチーフとしたカードが収録されている。新能力「融合」を持ったカードが実装されており、手札の「融合」を持ったカードに他の手札のカードを組み合わせることで、「融合」を持つカードを強化できる。プレリリース開始後の3月26、27日にApp Storeで1位、28日のGoogle Playの売上ランキングで9位にランクインした。Social Game Infoは、前弾までプレリリースでのパックの購入数に制限があったがそれが撤廃されたこと、またプレリリースでの購入に特典が付随していることが売上の上昇に繋がったと推察している。
Fortune's Hand 運命の神々
キャッチコピーは「では、運命と戯れよう」。タロットをモチーフとしており、イラストの枠が専用のデザインになっている「アルカナカード」が収録されている。バトル中に自分の場に出たフォロワーが特定の数以上の場合に働く新能力「連携」を持ったカードが実装されている。プレリリース開始後の6月26日にApp Storeで2位、29日にGoogle Playの売上ランキングで7位にランクインした。
Storm Over Rivayle レヴィールの旋風
キャッチコピーは「世界を貫く、定めの弾丸」。メインストーリー「運命相克編」の舞台となっている世界「レヴィール」の世界観をモチーフとしたカードが収録されている。新たに能力「操縦」を持つカードが実装された。この能力は持つフォロワーは攻撃できないが、条件を満たす他のフォロワーが場に出た時に、それが場から離れることで攻撃が可能になる。その後、操縦を持つフォロワーが場から離れた時には、条件を満たして場から離れたフォロワーが再度場に出る。プレリリース開始後の9月25日にApp Storeで3位、28日にGoogle Playの売上ランキングで13位にランクインした。
Eternal Awakening 十天覚醒
キャッチコピーは「我らこそ、この空にて最強」。『グランブルーファンタジー』のキャラクターが描かれたカードが封入されており、その一部は新能力「奥義」「解放奥義」を持っている。新能力は特定のターン以降にプレイすると働き、そのターン数は自分の場のカードが進化するごとに1ずつ減る。リリース後の12月29日にApp Storeで5位、2021年1月4日にGoogle Playの売上ランキングで27位にランクインした。
暗黒のウェルサ
キャッチコピーは「来たれ、永久なる闇よ」。メインストーリー「暗黒世界編」の舞台となっている世界「ウェルサ」の世界観をモチーフとしたカードが収録されており、暗黒世界編で登場するキャラクターがレジェンドカードとして収録されている。また過去のカードパックに収録されていたキャラクターが暗黒世界に身を堕とした設定でリメイクされたカードが収録されている。リリース後の3月31日にApp Storeで8位、4月3日にGoogle Playの売上ランキングで27位にランクインした。
Renascent Chronicles リナセント・クロニクル
キャッチコピーは「戦いのその先へ」。メインストーリー「ギルド争乱編」、「機械反乱編」、「自然鎮魂編」、「天地侵略編」のそれぞれの舞台となっている世界のキャラクターのカードが収録されている。リリース後の6月30日にはApp Storeで5位にランクインした。
Dawn of Calamity 災禍を超えし者
キャッチコピーは「災い、恐るるに足らず」。後述のテレビアニメ『シャドウバース』に登場するキャラクターのカードが収録されている。「土の印」に関連する新能力「スタック」を持っているカードが収録された。リリース後の9月28日にApp Storeで6位、9月30日にGoogle Playの売上ランキングで26位、10月1日に21位にランクインした。
Omen of Storms 十禍闘争
キャッチコピーは「いざ行かん、試練の果てへ。」。第15弾カードパック「Ultimate Colosseum」で登場したキャラクターが、第10弾「十禍絶傑」で登場したキャラクターを倒してパワーアップしたという設定の新カードとして収録されている。リリース後の12月28日にApp Storeの売上ランキングで3位にランクインした。
Edge of Paradise 天象の楽土
キャッチコピーは「始めよう、終わり無き宴を」。メインストーリー「天象旅籠編」に登場するキャラクターのカードが収録されている。リリース後の3月28日にApp Storeの売上ランキングで7位、3月28日にGoogle Playの売上ランキングで18位にランクインした。
極天竜鳴
キャッチコピーは「そして再び咆哮を聞く」。テレビアニメ『シャドウバース』に登場するキャラクターのカードが収録されている。リリース後の6月29日にApp Storeの売上ランキングで2位、アディショナルパックを追加後の8月19日には13位にランクインした。
Celestial Dragonblade 天示す竜剣
キャッチコピーは「その手に、運命の剣を」。テレビアニメ『シャドウバースF』に登場するキャラクターのカードが収録されており、配信開始と同時に同作とのコラボレーションキャンペーンが実施された。リリース後の9月28日にApp Storeの売上ランキングで4位に、30日にGoogle Playの売上ランキングで26位にランクインした。
八獄魔境アズヴォルト
監獄「アズヴォルト」を舞台に、囚人と看守たちが戦いを繰り広げるストーリーに擬えたカードが収録されている。また、新たなタイプ「八獄」を持つカードが収録されている。リリース後の12月28日にApp Storeの売上ランキングで6位に、アディショナルパック追加後の2023年2月20日には9位にランクインした。
Academy of Ages 遥かなる学園
様々な学園を舞台に生徒や教師たちが争うストーリーに擬えたカードが収録されている。メインストーリー「才気学園編」のキャラクターも新タイプ「学園」を持つカードとして収録されている。パック実装と同時に初音ミクとのコラボレーションキャンペーンも開始された。リリース後の3月28日にApp Storeの売上ランキングで3位、Google Playの売り上げランキングで24位にランクインした。アディショナルパック追加後の5月18日にはApp Storeで13位にランクインした。
Heroes of Rivenbrandt ミスタルシアの英雄
Order Shift オーダーシフト
Resurgent Legends リサージェント・レジェンズ
Heroes of Shadowverse ヒーローズ・オブ・シャドウバース
| 弾 | パック名（英語）         | パック名（日本語）         | プレリリース日 | 正式リリース日 | アディショナルカード追加日 |
| -- | ------------------------ | -------------------------- | -------------- | -------------- | -------------------------- |
| 1  | Classic Card Pack        | クラシックカードパック     | -              | 配信開始時     | -                          |
| 2  | Darkness Evolved         | ダークネス・エボルヴ       | -              | 2016年9月30日  | -                          |
| 3  | Rise of Bahamut          | バハムート降臨             | -              | 2016年12月29日 | -                          |
| 4  | Tempest of the Gods      | 神々の騒嵐                 | -              | 2017年3月30日  | -                          |
| 5  | Wonderland Dreams        | ワンダーランド・ドリームズ | -              | 2017年6月29日  | -                          |
| 6  | Star Forged Legends      | 星神の伝説                 | -              | 2017年9月29日  | -                          |
| 7  | Chronogenesis            | 時空転生                   | -              | 2017年12月29日 | -                          |
| 8  | Dawnbreak, Nightedge     | 起源の光、終焉の闇         | -              | 2018年3月29日  | 2018年5月30日              |
| 9  | Brigade of the Sky       | 蒼空の騎士                 | -              | 2018年6月28日  | 2018年8月14日              |
| 10 | Omen of the Ten          | 十禍絶傑                   | -              | 2018年9月27日  | 2018年11月26日             |
| 11 | Altersphere              | 次元歪曲                   | -              | 2018年12月27日 | 2019年2月19日              |
| 12 | Steel Rebellion          | 鋼鉄の反逆者（リベリオン） | -              | 2019年3月29日  | 2019年5月21日              |
| 13 | Rebirth of Glory         | リバース・オブ・グローリー | -              | 2019年6月27日  | 2019年8月22日              |
| 14 | Verdant Conflict         | 森羅咆哮                   | 2019年9月19日  | 2019年9月26日  | 2019年11月25日             |
| 15 | Ultimate Colosseum       | アルティメットコロシアム   | 2019年12月23日 | 2019年12月28日 | 2020年2月20日              |
| 16 | World Uprooted           | ナテラ崩壊                 | 2020年3月26日  | 2020年3月30日  | 2020年5月21日              |
| 17 | Fortune's Hand           | 運命の神々                 | 2020年6月25日  | 2020年6月30日  | 2020年8月20日              |
| 18 | Storm Over Rivayle       | レヴィールの旋風           | 2020年9月24日  | 2020年9月29日  | 2020年11月19日             |
| 19 | Eternal Awakening        | 十天覚醒                   | -              | 2020年12月28日 | 2021年2月21日              |
| 20 | Darkness Over Vellsar    | 暗黒のウェルサ             | -              | 2021年3月30日  | 2021年5月20日              |
| 21 | Renascent Chronicles     | リナセント・クロニクル     | -              | 2021年6月29日  | 2021年8月19日              |
| 22 | Dawn of Calamity         | 災禍を超えし者             | -              | 2021年9月27日  | 2021年11月18日             |
| 23 | Omen of Storms           | 十禍闘争                   | -              | 2021年12月27日 | 2022年2月1日               |
| 24 | Edge of Paradise         | 天象の楽土                 | -              | 2022年3月25日  | 2022年5月19日              |
| 25 | Roar of the Godwyrm      | 極天竜鳴                   | -              | 2022年6月28日  | 2022年8月18日              |
| 26 | Celestial Dragonblade    | 天示す竜剣                 | -              | 2022年9月27日  | 2022年11月21日             |
| 27 | Eightfold Abyss: Azvaldt | 八獄魔境アズヴォルト       | -              | 2022年12月27日 | 2023年2月20日              |
| 28 | Academy of Ages          | 遥かなる学園               | -              | 2023年3月27日  | 2023年5月17日              |

### リーダースキン
バトル中のリーダーの外見、およびボイスが変化する。

### 構築済みデッキ
規定の一揃いのカードセットをクリスタルを消費することで入手することができる。第3弾までは、1弾につきネメシスを除くクラス別に7種類、第4弾はネメシスを含む全クラス1種ずつ8種類が発売された。
第1弾、第2弾はゲーム開始時点で所持しているプライズカードと合わせてデッキを作ることができる30枚のカードを入手でき、そのうち限定イラストプレミアムレジェンドカードが1枚封入されている。
第3弾は初心者向けに構築された40枚のカードで構成されており、限定レジェンドカードスリーブが付属している。
第4弾は、第6弾から第9弾カードパックに収録されているカードとベーシックカードの中から、第7弾、第8弾のカードを中心とした40枚のカードで構成されており、『グランブルーファンタジー』のキャラクターが描かれた限定イラストベーシックカードがノーマル版とプレミアム版で3枚ずつ封入されている。限定カードスリーブと限定エンブレムが付属している。
第5弾からは第7弾は、それぞれ第8弾から第11弾、第10弾から第13弾、第12弾から第15弾カードパックに収録されているカード32枚で構成されている。購入特典として限定イラストカードやエンブレムおよびスリーブが入手できる。
2016年12月29日に第1弾、2017年7月31日に第2弾、2018年1月31日に第3弾、2018年7月30日に第4弾、2019年1月28日に第5弾、2019年7月30日に第6弾、2020年1月27日に第7弾 が発売された。

## PC版
2016年8月22日にDMM GAMES、2016年10月28日にはSteamでPC版がリリースされた。OSはWindows、macOSに対応。言語は英語、日本語、中国語（繁体字）、フランス語、イタリア語、ドイツ語、韓国語、スペイン語に対応している。PC版ではスマートフォン版には無い解像度の変更、60FPSでの動作、バトル中のカスタムマウス操作、バトル中のショートカット操作に対応している。ニコニコ生放送機能は実装されていない。
PC版とスマートフォン版でデータ連携を行うことにより、複数の端末で同じデータを共有して遊ぶことが可能だが、以下の注意点がある。
- スマートフォン版とデータ連携できるPC版アカウントは、1アカウントのみ。
- 他のプラットフォームのPC版でデータ連携を行っている場合、Steam版とのデータ連携は行えない。
- 一度PC版とデータ連携を行うと、連携を解除できない。
- スマートフォン版やDMM GAMES版で購入したクリスタルは、Steam版では利用できない。
- Steam版で購入したクリスタルは、スマートフォン版やDMM GAMES版では利用できない。

（※データ連携してもクリスタルは削除されず、購入されたプラットフォームのみで利用ができる）

## コラボレーション
神撃のバハムート
上述のように世界観を共有するソーシャルゲーム。
同ゲームにおいてガチャから排出されるキャラクターとして2016年10月31日にアリサとイザベルが、2017年9月10日にエリカ、10月31日にルナが実装された。
アイドルマスター シンデレラガールズ
バンダイナムコエンターテインメントとCygamesが開発・運営するソーシャルゲーム。
2016年12月6日より派生作品である音楽ゲーム『アイドルマスター シンデレラガールズ スターライトステージ』とのコラボレーションとしてスリーブとエンブレムが配信された。
2020年3月30日より『アイドルマスター シンデレラガールズ』とのコラボレーションキャンペーンが開催され、同作品のキャラクターのコラボスリーブやエンプレムなどが付属したリーダースキンが販売された。また、特別なCPU戦イベントが開催された。
グランブルーファンタジー
本作と同じCygamesが開発しているソーシャルゲーム。
2017年2月22日、同ゲームにおいてコラボイベント「Shadowverse Duelist of Eternity」が開催された。アリスとルナがプレイアブルキャラクターとして、ベルエンジェルが召喚石として実装された他、イベント中にモルディカイが登場した。
同23日に本作において限定ミッションの報酬としてエンブレムおよびスリーブが配信された。
2018年6月28日、2020年12月28日に実装された第9、19弾カードパックには同ゲームのキャラクターをモチーフとしたカードが収録された。また、カードパック実装に合わせて同ゲームのキャラクターのリーダースキンやスリーブなどが発売された。
2020年9月には後述のアニメ『シャドウバース』とのコラボレーションイベントが実施された。
杉田智和のアニゲラ!ディドゥーーン
文化放送のラジオ番組。
2017年3月30日より限定ミッションの報酬としてコラボレーションカードが2枚配信された。
ストリートファイターV
カプコンが提供する格闘ゲーム。
2017年4月27日よりコラボレーションキャンペーンが開催。リーダースキンが発売された他、期間限定のログインボーナスとしてエンブレムとスリーブが配信された。
ユヴェントスF.C.
イタリアのプロサッカー1部リーグセリエAに所属するサッカーチーム。
Cygamesがスポンサー契約を締結したことを記念して2017年8月7日よりコラボレーションキャンペーンが開催。
特別ログインキャンペーンの報酬としてエンブレムとスリーブが配信された。
SHADOWVERSE ありさデュエルバース
メディアミックス作品。作品の詳細は後述。
2017年9月1日より単行本発売記念キャンペーンが実施され、コラボスリーブとエンブレムが配布された。
Fate/stay night［Heaven’s Feel］
2017年10月14日より第一章が劇場公開されたアニメ映画。
2017年9月28日よりコラボレーションキャンペーンが開催。リーダースキンセット、エンブレム、称号およびスリーブが発売。
キャンペーン開催前には同映画に出演する女性声優のサイン色紙のプレゼントキャンペーンが行われた。
また特別ログインキャンペーンが実施された他、限定ミッションの報酬としてコラボレーションカードが7枚配信された。
2019年1月28日からは第2弾コラボとして同映画のキャラクターがリーダースキンとして発売されたほか、新規コラボスリーブやエンプレムが配信された。また、2月5日からはグランプリモードにおいて「Fate［HF］Cup」が開催され、コラボエンブレムおよびスリーブが景品として実装された。
プリンセスコネクトRe:Dive
Cygamesより配信されているスマートフォン用ロールプレイングゲーム。
同ゲームにアリサが登場することが2017年5月のシャドバフェスで発表され、2018年3月31日に実装された。2019年10月31日にはルナが実装された。
2019年3月28日および12月28日からそれぞれコラボレーションキャンペーン第1弾、第2弾が開催され、コラボスリーブやエンプレムが付属したリーダースキンが販売された。第15弾カードパックには同ゲームのキャラクターをモチーフとしたカードが収録された。
さよならの朝に約束の花をかざろう
2018年2月24日公開のアニメ映画。制作にCygamesが関わっている。
同映画の公開を記念して公開日よりコラボレーションキャンペーンが開催。
特別ログインキャンペーンの報酬としてエンブレムとスリーブが配信された。
リアル脱出ゲーム×Shadowverse「影に沈む世界からの脱出」
リアル脱出ゲームを始めとしたさまざまな体験ゲームが楽しめるテーマパークである東京ミステリーサーカスとのコラボレーションとして、2018年4月27日より本作を題材としたリアル脱出ゲーム「影に沈む世界からの脱出」が開催された。
制作は多くのリアル脱出ゲームを手がけるSCRAPと、東京大学の学生を中心に構成される謎解き制作集団AnotherVisionが行った。
Evolution Championship Series 2018（EVO 2018）
世界最大規模の格闘ゲーム大会である「Evolution Championship Series 2018」のオフィシャルスポンサーをCygamesが務めたことから、同大会の開催を記念した『「EVO 2018」スポンサー記念キャンペーン』が2018年8月1日より実施された。
特別ログインキャンペーンボーナスの報酬としてエンブレムとスリーブが配信された。
また、アメリカ・ラスベガスのEVO 2018の会場では本作の試遊を行えるブースが出展された。
ANUBIS ZONE OF THE ENDERS : M∀RS
2018年9月6日にコナミデジタルエンタテインメントより発売されたPlayStation 4、PlayStation VR、Steam用ゲームソフト。Cygamesとコナミデジタルエンタテインメントが共同開発した。
同年8月30日よりコラボレーションキャンペーンが行われ、特別ログインキャンペーンの報酬としてエンブレムとスリーブが配信された。
ゾンビランドサガ
2018年10月から放送されたテレビアニメ。
同アニメの放送を記念してコラボキャンペーンが開催され、コラボエンブレムおよびスリーブが配布、販売された。
パセラリゾーツ
パセラリゾーツAKIBAマルチエンターテインメントのパセラボカフェにおいて2019年2月18日より本作のコラボカフェがオープンした。
本作に登場するキャラクターをイメージしたメニューが提供されたほか、オリジナルランチョンマット、コースターのプレゼント、オリジナルグッズの販売が行われた。
マナリアフレンズ
『神撃のバハムート』で登場し、本作にもカードとして実装するキャラクター、「アン」と「グレア」の2人を描くテレビアニメ。アニメーション制作は、Cygamesの子会社であるCygamesPicturesが担当している。
2019年2月20日よりコラボレーションキャンペーンとしてコラボエンブレムとコラボスリーブが実装されたほか、ランクマッチにおいて勝利すると報酬を入手できるキャンペーンも実施された。また、『マナリアフレンズ』Blu-ray第II巻に本作で使用できるアンのリーダースキンを入手できるシリアルコードが特典として封入された。
ラブライブ! スクールアイドルフェスティバル
ブシロードが配信しているスマートフォン向けリズム&アドベンチャーゲーム。
2019年3月18日に同年夏のコラボレーションイベント開催が発表され、そのコラボレーションのキャンペーンガールを決める投票イベント「Shadowverse×スクフェス スペシャルコラボキャンペーンガール決定戦」が開催された。8月21日にコラボレーションを記念したインターネット番組「シャドバ×スクフェス コラボ開催直前放送!!～アリサとヨハネで堕天しよ（ハート）スペシャル～」が配信された。
8月22日から本作中でコラボイベントが開催され、Aqoursのメンバー9人のリーダースキンセットが発売されたほか、限定ミッションの報酬としてコラボカードが配信された。
同作では9月16日からコラボ記念キャンペーンが開始され、Aqoursによるコラボ楽曲『Deep Resonance』や、『Shadowverse』のキャラクターの衣装を着た同ユニットメンバーが実装されたほか、コラボイベントが開催された。
10月8日から13日にはアキバcoギャラリーにてコラボレーションを記念した「スクフェスポップアップストア」がオープンし、コラボに因んだグッズが販売された。
セガ音楽ゲーム
セガ・インタラクティブが販売しているアーケード音楽ゲーム『maimai FiNALE』、『CHUNITHM AMAZON PLUS』、『オンゲキ PLUS』とのコラボレーションとして、2019年4月11日より同3ゲームに楽曲『アリサのテーマ』が追加されたほか、アリサのアイコンやゲーム内キャラクターが実装された。
ワンパンマン
原作・ONE、漫画・村田雄介による漫画作品およびそれを原作とするテレビアニメ作品。
2019年5月21日よりコラボレーションキャンペーンとしてコラボエンブレムとコラボスリーブが実装されたほか、ランクマッチにおいて勝利すると報酬を入手できるキャンペーンも実施された。また、同作品のキャラクターのコラボリーダースキンが発売された。
Re:ゼロから始める異世界生活
長月達平によるライトノベルおよびそれを原作とするテレビアニメ作品。
2019年6月27日よりコラボレーションキャンペーンとして同作品のキャラクターのコラボスリーブやエンプレムが付属したリーダースキンが販売されたほか、限定ミッションの報酬としてコラボレーションカードが配信された。
涼宮ハルヒの憂鬱
谷川流によるライトノベルおよびそれを原作とするテレビアニメ作品。
2019年11月25日よりコラボレーションキャンペーンとしてコラボエンブレムとコラボスリーブが実装されたほか、ランクマッチにおいて勝利すると報酬を入手できるキャンペーンも実施された。また、同作品のキャラクターのコラボリーダースキンが発売された。
ニーア オートマタ
2017年にスクウェア・エニックスより発売されたアクションRPG。
2020年5月21日よりコラボレーションイベントが開催され、コラボエンブレムとコラボスリーブが実装されたほか、ランクマッチにおいて勝利すると報酬を入手できるキャンペーンも実施された。また、同作品のキャラクターのコラボリーダースキンが発売された。

## 大会
国内においては株式会社JCGが主催する「Shadowverse Open」などのオンライン大会が定期的に開催されており、オフラインでは後述する大規模賞金制大会のほか、各地のカードショップなどでも大会が開催されており、本作の公式ホームページ上での紹介や、大会の開催についてのマニュアルやポスターの提供、および公式ツイッターでの告知などによる支援を行っている。
日本国外においてもオンライントーナメント大会が開催されているほか、2018年はヨーロッパ、東南アジアおよびオセアニア、パンアメリカの3地域でそれぞれ大規模オフライン大会が開催される。また、韓国や台湾でも公式大会がそれぞれ開催されている。
また、2017年5月21日に韓国で行われた「Shadowverse 日韓戦」や、同年11月25日に台湾で開催された「WIRFORCE Shadowverse 日台韓対抗戦」、後述の「World Grand Prix」などの国際戦も行われている。
本節では日本国内で行われた主なオフライン大会について説明する。

### RAGE
株式会社CyberZおよびエイベックス・エンタテインメントが主催する大規模賞金制e-sports大会。vol.3以降、オフライン競技種目として本作が採用されている。本作において、競技プレイヤーが目指すべき最高到達点として最適な大会と位置付けられている。2018 spring以降はローテーションフォーマットが採用されている。ゲーム競技と共にコスプレイヤーショーも行われている。
vol.3
2016年10月22、23日東京・池袋にて予選大会、同年11月23日にベルサール秋葉原にて決勝大会が開催。参加者1024名、賞金総額700万円、優勝賞金400万円。
vol.4
2017年5月4、5日にOMMホールにて大阪大会、同月13、14日にサンシャインシティワールドインポートマートにて東京大会が開催され、計3072人が参加し、同年6月10日にベルサール高田馬場にて決勝大会が開催された。賞金総額700万超、優勝賞金400万円。
vol..5
2017年8月12、13日にOMMホールにて大阪予選大会、同月19、20日に東京ビッグサイトにて東京予選大会が開催され、計5000人が参加.。同年9月18日に東京ビッグサイトにて決勝大会が開催された。賞金総額1000万円超、優勝賞金400万円。決勝大会は後述の第2回シャドバフェスとの併催として行われた。
2017 winter
2017年10月28、29日、および11月11、12日にベルサール高田馬場にて東日本予選、11月18、19日に神戸ファッションマートにて西日本予選が行われ、計7000人が参加。12月10日にベルサール高田馬場にて決勝大会が開催された。賞金総額1000万円、優勝賞金400万円。
Shadowverse World Grand Prix
2017年12月23、24日にベルサール高田馬場で行われた世界大会。日本、台湾、韓国、北米、欧州の各国と地域の代表24人が招待選手として参加した。賞金総額12万ドル、優勝賞金5万ドル。また決勝後、World Grand Prix 2018の開催とその優勝賞金が国内のe-sports大会としては最高額である100万ドルであることが発表され、ゲーム系メディアだけでなく全国紙でも報じられ話題となった。
2018 spring
2018年2月3、4日に東京ビッグサイトにて東日本予選、同月11、12日に大阪南港ATCホールで西日本予選が開催され、計8000人が参加。3月21日に幕張メッセにて決勝大会が開催された。賞金総額1000万円、優勝賞金400万円。
2018 summer
2018年5月12、13日に神戸ファッションマートにて西日本予選、同月26、27日に東京ビッグサイトにて東日本予選が開催され、計8000人が参加。6月17日に幕張メッセにて決勝大会が開催された。賞金総額1000万円、優勝賞金400万円。
2018 autumn
2018年8月4、5日に幕張メッセにて東日本予選、同月11、12日にOMMホールにて西日本予選が開催され、計8800人が参加。9月16日に幕張メッセにて決勝大会が開催された。賞金総額1000万円、優勝賞金400万円。
2018 winter
2018年10月6、7日に幕張メッセにて東日本予選、同月7、8日に神戸ファッションマートにて西日本予選が開催され、計8800人が参加。11月23日に幕張メッセにて決勝大会が開催された。賞金総額1000万円以上、優勝賞金400万円。決勝大会会場では初の女性限定大会となる「Shadowverse Queen Cup 2018」が開催されたほか、シャープが協賛して開催された「Shadowverse 4人フライト式トーナメント Supported by SHARP」も開催された。
Shadowverse World Grand Prix 2018
2018年12月15、16日に幕張メッセで開催された。各国と地域の大会優勝者24人が招待選手として参加した。優勝賞金は100万ドル。マウスコンピューター、DXRACER、ソフトバンク、シャープ、大塚製薬が協賛した。特別ゲストとしてサッカー元日本代表の前園真聖が登壇した。
2019 spring
株式会社テクノブラッドが主催し全国の19店舗で開催された「店舗大会」と、各地方の企業が主催した「地方大会」が富山、愛知、大阪、岡山で2018年12月から2019年1月にかけて開催され、それぞれの大会優勝者には2019年2月2、3日に幕張メッセで行われた予選大会の参加券およびシード権が与えられた。予選大会の参加者は6000人。優勝賞金400万円。
2019 summer
2019年5月4、5日に幕張メッセにて予選大会が開催され、6000人が参加した。予選2日目にサイドイベントして開催された2pick大会の優勝者には次回大会のシード権が与えられた。6月16日に同会場にて決勝大会が開催された。優勝賞金400万円。

### RAGE Shadowverse Pro League
CyberZが主催するプロリーグ。2018年3月8日にリーグ発足が発表され、同年5月のシャドバフェス2018において開幕戦が行われた。4チーム同士が4ラウンドずつ、計12ラウンドを争うリーグ戦。1ラウンドにつき3人の選手が出場し、2勝以上したチームがラウンドの勝者となる。2pick、アンリミテッド、ローテーションの各フォーマットで競われる。成績優秀チームには年間インセンティブとして総額2000万円がリーグから支払われ、選手には最低月額30万円の収入が保証される。開幕スペシャル応援サポーターとしてガチャピンとムックが就任した。
2018年9月から開催の2ndシーズンから「AXIZ」、「横浜F・マリノス」の2チームが、2019年4月から開催のシーズンから、「GxG」（GAMING TEAM×TOKYO GIANTS；ジー・バイ・ジー）、2019年10月から開催のシーズンから「福岡ソフトバンクホークス ゲーミング」が参加チームに加わった。
参加チームと運営・パートナー企業
- auデトネーション - DetonatioN Gaming、KDDI[311][317]
- 名古屋OJA ベビースター - おやつカンパニー、ヤマモリ[318]
- よしもと Libalent - 、Libalent、よしもとクリエイティブ・エージェンシー[318]
- レバンガ☆SAPPORO - 北海道バスケットボールクラブ、サッポロビール[319]
- AXIZ - 日本テレビ[313]
- 横浜F・マリノス[314]
- GxG - 読売新聞東京本社[315]
- 福岡ソフトバンクホークス ゲーミング - 福岡ソフトバンクホークス[320]

### ファミ通カップ
一般社団法人e-sports促進機構の主催によって行われた大規模オフライン大会。2017年2月4、5日に東京流通センターにて東日本大会、同月18、19日に神戸ファッションマートにて西日本大会が開催され、各大会1100人が参加し、同年3月26日にベルサール秋葉原にて決勝大会が開催された。賞金総額700万円、優勝賞金400万円。

### 全国高校生シャドウバース選手権
Cygames主催。日本在住の高校生（通信制、定時制、高専生含む）による3人1チームで争われた。2017年7月に全国8都市で予選が開催され4000人近くがエントリーした。同年8月25、26日に各ブロックの代表12チームによる決勝大会が開催され、兵庫県立宝塚東高等学校が優勝した。大会スペシャルアンバサダーにフリーアナウンサーの福澤朗が就任し、決勝大会の総合MCを務めた。
2018年は「全国高校生シャドバ甲子園 2018」として開催した。8月24、25日に決勝大会が開催され、大阪府立寝屋川高等学校が優勝した。前回同様、福澤朗が大会スペシャルアンバサダー、および決勝大会の総合MCを務めた。SouとQ-MHzによるコラボ曲『SUMMER VERSE!!』がテーマ曲として使用された。

## シャドバフェス
Cygames主催の本作の大型オフラインイベント。公式グッズの販売や、大会、有名プレイヤーとの対戦会、公式コスプレイヤーの撮影会、「しゃどばすチャンネル」の公開生放送などが行われている。
第1回
2017年5月6、7日に幕張メッセで開催された。大規模大会のほか、様々なステージイベントやオリジナルグッズの販売が行われた。Cygamesとして初めての単独タイトルのみでのイベント開催であった。2日間で1万人以上が来場した。
RAGE vol.5 with シャドバフェス
2017年9月18日に東京ビッグサイトにおいて、上述のRAGE vol.5決勝大会との併催として行われた。本作のステージイベントなどのほか、任天堂の『スーパーマリオ オデッセイ』、DMM GAMESの『PLAYERUNKNOWN'S BATTLEGROUNDS』など他社のゲームのイベントも行われた。
シャドバフェス 2018
2018年5月5、6日に幕張メッセで開催された。上述のプロリーグの開幕戦が行われることから、昨年以上の注目を集めた。開幕戦では開幕スペシャル応援サポーターであるガチャピンとムックも登壇し、イベントの進行を行った。リアル脱出ゲームの運営を行うSCRAPがブースを出展し、前述のリアル脱出ゲーム「影に沈む世界からの脱出」のPRを兼ねたスタンプラリーが開催された。

### 主な出演者
有名プレイヤー
- もこう
- 最終兵器俺達こーすけ
- 梨蘭
- RaMu

公式コスプレイヤー
- みゃこ
- 成賀くるみ
- 渚
- なっこ
- 五木あきら
- 火将ロシエル
- 篠崎こころ
- くろねこ

## プロモーション

### 配信前
2015年10月16日に東京・六本木のニコファーレにて製作発表会が行われ、ゲームのコンセプトや制作スタッフ、メインキャラクターと声優、および基本的なゲームルールやメディアミックス展開についてなどが発表された。2015年11月29日には東京・秋葉原のe-sports SQUAREで事前募集の抽選に当選した一般参加者向けの先行体験会が開催された。ゲストとしてタレントの佐藤かよが登壇したほか、メインキャラクターの声優を務める優木かな、石上静香、佐倉薫も参加した。体験会ではディレクターの齊藤優太によるゲームの説明や各ロールのコンセプトが発表された。
2017年1月12日に韓国・ソウルで韓国国内での展開に関する発表会を行い、同年2月7日に韓国版を配信することを発表した。配信前に行われた事前登録キャンペーンでは、登録者数が30万人を突破した。マーケティング調査を行っているスパイスマート社のレポートによると、配信前から大規模なプロモーションを実施し、デジタルマーケティングやテレビCMを中心に十数億ウォンを拠出したとされている。

### 配信後

#### 日本国内
2016年9月3日から「シャドバスやろうぜ！」と題したキャラバンツアーを開催し、千葉県、福岡県、宮城県、愛知県、大阪府、北海道の全国6都市で出演声優によるゲーム紹介、対戦会やミニ大会などを開催した。
2017年4月22日には沖縄・イオンモール沖縄ライカムで、第9回沖縄国際映画祭とのコラボレーション企画として「人気芸人がくるさー！島ぜんぶでシャドウバースお笑い祭」と題したイベントが開催され、板尾創路、蛍原徹、チュートリアルなどのお笑い芸人による本作の対戦が行われた。
2018年8月3日に公開されたインタビューにおいて、プロダクトマネージャーの森慶太は「遊ぶ」こと自体が盛り上がるようなプロモーションを大切にしていきたいと語っており、その一環として勝敗に関係なくルームマッチをプレイすると抽選で100万円や商品が当たるゲーム内イベントを開催している。
学生によるイベント主催のサポートなどを通して学生同士の交流や対戦を楽しむ場を提供し、学生プレイヤーの活動を支援する方針を取っており、その一環として2018年8月26日に近畿大学オープンキャンパスにおいて近畿大学esportsサークル主催のイベントのサポートを行った。イベントではゲーム実況者もこうによる対戦会や、本作のプロダクトマネージャーである森による講演会などが行われた。

##### テレビCM
テレビCMについては配信当初より時期については予定しており、対戦ゲームであることから多くの人に知ってもらえること自体が面白さに繋がるという認識から力を入れている。ビデオリサーチ社は、2016年末から翌年の年始にかけて、本作のテレビCMの出稿が1ヶ月前に比べ約10.6倍に増え、アプリの利用時間が約26倍に増加したことを報告しており、テレビCMの効果により利用時間が増えたと推察している。下記の他にも、新カードパックが配信されるたびに、そのカードパックを紹介するテレビCMが放送されている。
- リアクション編・ココロ編（2016年8月5日より放映）[340]
  - 染谷将太
  - 山﨑賢人
- ゴールデンボンバープロレス篇・ゴールデンボンバー陸上篇（2016年9月13日より放映）[341]
- ゴールデンボンバー雪だるま篇・ゴールデンボンバー酉年篇（2016年12月20日、26日より放映）[342]
  - ゴールデンボンバー
- ベルエンジェルのCM（2016年11月16日公開）[343]
  - 大関英里（ベルエンジェル役）[344]
- シャドバ部 勧誘篇・シャドバ部 部室篇（2017年3月30日より放映）[345]
  - 染谷将太
  - 山崎賢人
- 進化篇・進化ふたたび篇（2017年7月28日より放映）[346]
  - ゴールデンボンバー
  - 山崎賢人

#### 日本国外
2017年には、台湾・台北市で開催された台北国際動漫節2017、ジョージア州・アトランタで開催されたMomoCon、ロサンゼルスで開催されたElectronic Entertainment Expo、フランス・パリで開催されたJapan Expo、オーストラリア・メルボルンで開催されたPAX Australia 2017 に出展した。2018年には、台湾・台北市で開催された台北国際電玩展（Taipei Game Show）、アメリカ・ボストンで開催されたPAX EastおよびAnime Expoに出展した。

## 開発・運営
Cygamesの取締役であり本作のプロデューサーを務める木村唯人が、ディレクターを務める齊藤優太と新しいゲームの企画について話し合う中で、新しいゲームかつ海外でも遊ばれるようなゲーム性であり、また木村個人がTCGが好きだったことからプロジェクトが発足。
ゲームデザインのメインプランナーを務める宮下尚之は木村からスマートフォン向けのTCGを作らないかと持ち掛けられ、「可能性のある企画」であると感じ、2014年にCygamesに転職して本作の開発に携わった。当時、いくつかのデジタル・トレーディングカードゲームのタイトルが売り上げを伸ばしており、宮下はこれらのタイトルを参考にしつつも、既存のアナログTCGの面白さを突き詰めたデジタルTCGのコンセプトを固めていった。
開発体制は既存のスマートフォン向けゲームと大きく異なり、ゲーム開発を行うデベロップチームとテストを繰り返すテストチームに分かれるTCGの作り方と同様の方式を取っている。また、2017年12月21日に公開された宮下へのインタビュー記事ではAIを活用した自動デバッグの導入が進められており、2018年中には導入予定であることが明らかにされた。

### ゲームバランス
先攻後攻での勝率の差などの様々なプレイデータの収集、分析をおこなって、対戦のバランスやサービスの向上に活用している。ベータテストから配信開始直後の対戦データを解析した結果、先攻の勝率が60%弱に上っていたことを受け、予定していた調整候補のうちから、後攻は1ターン目に2枚カードを引くようにゲームルールが改定された。メインプランナーの宮下はゲームバランスについて、緩やかな有利不利は許容しつつ、総合して何かが飛び抜けて強いことがないように気をつけていると述べている。
3ヶ月に一度、新規カードパックを配信しており、1弾につき約100枚の新規カードを追加している。カードを制作する際のカードバランスの調整については、TCGプランナーが実物でカードを作成し、実際に対戦しながら既存カードとの相乗効果やリーダーごとのバランスを調整している。

### アニメーション
バトル中の進化や対戦相手とのコミュニケーション機能であるエモートなどにおいて使用されるリーダーごとに個性的な「キャラアニメーション」、カードをプレイしたときや攻撃した際の「エフェクト」、対戦結果の表示に使用される「UIアニメーション」、バトル開始前の演出として用いられる「カメラワーク」といった点でアニメーションが取り入れられている。開発時に、オンライン対戦時に描画負荷によってゲームプレイを阻害しないことや、e-sportsとして競技性を保持できるかが課題として挙げられ、「高品質かつ低負荷を両立した快適にプレイできるアニメーション」の実現を目標に各要素の開発が行われた。開発当初はバトル中のリーダーのアニメーションを導入する予定はなかったが、ユーザーに愛されるキャラになってほしいとの想いや、プレイヤー同士のコミュニケーションおよびゲーム内演出強化のために導入が決定された。
プレミアムカードに付けられているアニメーションは、製作コストや高いクオリティを維持することなどを勘案し、専用の「カードシェーダー」によってシェーダーのみで制作されている。これを使用し、元のカードイラスト、マスク、合成テクスチャを組み合わせることで各カード固有の演出を作成している。

### Shadowverse Portal
「Shadowverse Portal」はデッキ構築支援サイトとしてCygamesによって運営されているウェブサイトである。カード情報の検索、閲覧が可能であるほか、構築したデッキ情報を元に発行されたデッキコードを入力することで、「Shadowverse Portal」および『Shadowverse』ゲーム内で同じデッキを参照できる。本来であれば40枚のカード情報をコード化するには40文字以上が必要であるところ、「Shadowverse Portal」ではわずか4文字のコード化に成功している。これについてCygamesの技術顧問である倉林修一は「ユーザーが“このページを見ている”行為をコード化する」ことにより実現したと語っている。また新たに開発したデータベース機能により、ウェブサイトにおけるカード検索機能が強化されている。

### クラス「ネメシス」の追加
2017年12月の第7弾カードパック実装と同時に新しいクラス「ネメシス」が追加され、実装されたクラスは全部で8クラスとなった。企画当初からクラスの数について、稼働初期は7クラス、ある程度時間が経過したときには8クラスがちょうどよくなると開発内では考えられており、このクラスの追加は稼働当初から決まっていたことであった。プロデューサーの木村はIGN Japanのインタビューに対し、元々『Shadowverse』は8クラスを持って完成するものだと考えていた、と語っている。

## 漫画
SHADOWVERSE ありさデュエルバース
原作 - Cygames / 漫画 - 邪武丸
2016年6月2日よりCygamesの漫画配信サイト『サイコミ』にて連載を開始し、2018年12月27日更新分で最終回となった。主人公の羽宮亜梨沙が親友の桜沢小宵里にスマートフォンに勝手に本作を入れられてしまうところから始まり、一度活動停止した「Shadowverse部」（SV部）を再度立ち上げ、大会に挑む姿を描いている。単行本は講談社より発売。
- Cygames（原作）、邪武丸（漫画）、『SHADOWVERSE ありさデュエルバース』 講談社〈サイコミ〉、全4巻
  1. 2017年8月30日発売 ISBN 978-4-06-509212-5
  2. 2017年12月29日発売 ISBN 978-4-06-509235-4
  3. 2018年6月29日発売 ISBN 978-4-06-511873-3
  4. 2019年3月29日発売 ISBN 978-4-06-515534-9

シャドウバースFLAME〜ライトのバトル日記〜
漫画：吉野あすみ
『月刊コロコロコミック』（小学館）2021年12月号から2023年4月号まで連載された。天竜ライトを主人公としたストーリー。

## ラジオ
『しゃどばすチャンネル』のタイトルで2016年1月29日からニコニコ動画にて配信開始。パーソナリティはアリサ役の優木かな、エリカ役の石上静香とイザベル役の佐倉薫。
上述のシャドバフェスにおいて公開生放送を行った ほか、2018年3月4日には北海道・札幌市のイオンモール札幌苗穂にて公開収録が行われた。

## テレビ番組
シャド場 〜シャドウバースで繋がるゲームバラエティ〜
2017年10月6日から2019年3月30日までTOKYO MX1で放送されていたテレビ番組。大会成績優秀者の対戦や出演者による奮闘記を通して、本作の面白さを伝えていくことをコンセプトとしていた。チュートリアル、千鳥、山田菜々らが出演していた。
超ときめき♡シャドウバースF宣伝部
2022年10月1日から10月29日まで毎週土曜日6時54分から7時00分にテレビ東京系列で放送されていた『シャドウバースF』第3クールエンディングテーマに使用された「STAR」（第4クールエンディングテーマにも使用）を歌う超ときめき♡宣伝部による『シャドウバースF』を宣伝するミニ番組。アニメ『シャドウバースF』の宣伝をしつつ、超ときめき♡宣伝部が様々なゲーム企画に挑戦するバラエティコーナーがあった。期間限定で番組のロングバージョンがテレビ東京公式YouTube「あにてれちゃんねる」にて公開された。
マヂカルラブリーの全力!アニシャド応援部
2023年4月1日から6月24日までテレビ東京系列で放送されていたマヂカルラブリーによるアニメ応援バラエティ番組。7月のアニメ『シャドウバースF』セブンシャドウズ編放送開始までの間、テレビ東京系列で『シャドウバースF』が放送されていた時間帯に放送されていた。
マヂカルラブリーの全力!アニシャド応援部2
2024年1月6日から3月30日までテレビ東京系列で放送されていたマヂカルラブリーによるアニメ応援バラエティ番組。同年4月のアニメ『シャドウバースF』アーク編放送開始までの間、『シャドウバースF』を盛り上げるために同アニメの代わりに放送されていた。

## テレビアニメ

### 第1作
『シャドウバース』のタイトルで、2020年4月7日から2021年3月30日までテレビ東京系列にて放送された。アニメーション制作はゼクシズ。ストーリーと登場キャラクターはアニメ独自のものとなる。

#### 登場人物（第1作）

##### 主要人物
竜ヶ崎 ヒイロ（りゅうがさき ヒイロ）
声 - 梶原岳人
本作の主人公。天青学園に通う中学2年生。Fでは高校2年生。年齢は14歳→17歳（F）。身長161cm→171cm（F）。12月19日生まれ。一人称は無印での「俺」、Fでは「我」（第37話から第52話まで）→「俺」（第53話より）。シャドバが大好きで、いつもシャドバのことを考えている。どんなピンチでも諦めない、強い心を持つ。祖父のシゲフミからスマホを買うことを反対されていたために当初はスマホを持っていなかったが、家の蔵の中でスマホを見つけたことから念願のシャドバを始める。祖父はそのスマホについて何か知っている様子だが取り上げることはせず、彼に持たせ続けている。両親は幼い頃に失跡したと思われていたが、後に生存していることが判明する。Fではシルエットで登場しているが、現段階では出番はなかった。その後を含めて、動向が気になる所であるが3クールから6クールまでのオープニングのセブン・シャドウズのシーンの中で、仮面を付けた彼らしき人物の姿が確認されている。後に第37話の終盤から登場し、第54話の終盤でFの主人公であるライトから「お前とのバトル楽しみしているぜ」の一言で宣告した。第61話のミカドの回想シーンで登場した。第66話のルシアがイツキとのバトル中にて回想シーンで登場し、セブン・シャドウズの結成秘話を作られている。第73話の彼がアークルーラーに登場したことによる攻撃によって倒されるも、マルグリットの指示でルシアの合流となる状況と向かい、第74話の現実である世界のデジフレたちが暴走している事に気が付き、ルシアの所へ合流している。Fの最終章であるアーク編では第77話のカグヤがシオンのアドバイスでルシアとの暴走しているシェイドが止めることを協力するシーンがあった。第83話の暴走しているシェイドによっては戦っている姿が見られている。第87話の自分が孤立状態となっている表情が見られており、父親であるエイジと母親であるアサギでシェイドを止める事の協力するようになる。第89話のウルフラムの仕業によって全世界が暗黒状態になっていることを様子を見ているシーンがあった。第91話のライトがウルフラムとの決戦中に「ライト、お前はどうする･･･｡」と伝えた。第92話の後半ではライトがウルフラム戦の敗北したことを全世界に伝え、自分も去ろうとするが、ルシアによって止められるシーンがあった。また、セブンスレイムのメンバーが持っているスマホで見ているセブン・シャドウズメンバーの名前が「？？？？？？」となっている。7クール以降のオープニングでも第1作の主人公メンバーとして登場した。第2回キャラクター人気投票「ベストパートナー」編で第1位に選ばれた。なお、第71話から第73話までの予告編でもSDキャラ化して登場している。
夜那月 ルシア（よなづき ルシア）
声 - 榎木淳弥、前川涼子（幼少期）
オブシディアン学院に通う孤高のシャドバプレイヤー。9月26日生まれ。年齢は14歳→17歳（F）。身長175cm（F）。バトルした相手を引退に追い込むほどの圧倒的な力を持っている。物静かな性格で文武両道。敬語で話す。過去に両親と妹のシオリ（声 - 豊田萌絵）と共に幸せな日々を過ごしていたが交通事故で両親を一度に失い、その後は亡き両親に恩義のある夫妻に引き取られるものの養父母（声 - 徳本英一郎〈義父〉、熊谷海麗〈義母〉）は両親の資産だけが目当てであり、妹が持病で倒れた際もロクな治療をさせなかったため、妹の治療費や入院費を稼ぐべく、シャドバを始めるようになった。『F』ではセブン・シャドウズのメンバーの一人になっており、第45話にて登場、第67話から第70話、第73話までの予告編でもSDキャラ化して登場した。Fの最終章であるアーク編では第87話のヒイロ同様に孤立状態となっている表情が見られている。第89話のウルフラムの仕業によって全世界が暗黒状態になっていることを様子を見ているシーンがあった。第2回キャラクター人気投票「ベストパートナー」編でヒイロと同率の第1位に選ばれた。7クール以降のオープニングでも第1作のメンバーとして登場した。
天宮 ミモリ（あまみや ミモリ）
声 - 本渡楓
本作のヒロイン。ヒイロのクラスメイト。6月10日生まれ。年齢は14歳→17歳(F)。身長157cm（F）。自分が普通であることを気にしており、自分とは正反対の境遇のアリスに憧れている。オバケなど、怖いものが苦手。Fでは高校生になっており、スバルとのバトルをしている。彼のバトルの腕も無印（第1作）の時より向上しており、白狼で根源への回帰を確定サーチしてコストゼロで切札であるヴリリアントフェアリーを生かすために1枚目の根源は、コストが軽減されてない方を使って、返しのターンで手札に溜まったフェアリー達を展開して、ヴリリアントフェアリーの効果でパワーの挙がったフェアリーを叩きつけるという上級者に近いテクニックを見せた。また、第16話と第17話のカード紹介コーナーにおいてもポスターに描かれている形で登場した。Fの最終章であるアーク編では伝説のシャドバプレイヤーの一員として登場する。7クール以降のオープニングでも第1作のメンバーとして登場した。
進藤 カズキ（しんどう カズキ）
声 - 田谷隼
ヒイロの親友でクラスメイト。年齢は14歳→17歳(F)。身長159cm→172cm（F）。スポーツ万能だが、シャドバはあまり得意ではない。弟（声 - 長谷川育美〈ニイ〉、八島さらら〈サン、ゴウ〉、松本沙羅〈ロク〉）と妹（声 - 松本沙羅〈シイ〉、長谷川育美〈ナナ〉）が6人いる大家族の長男で、意外と面倒見がいい。実家の飲食店の手伝いもかかさない。語尾に「～じゃん！」と付ける癖がある（弟や妹たちも同様）。Fの最終章であるアーク編では伝説のシャドバプレイヤーの一員として登場する。7クール以降のオープニングでも第1作のメンバーとして登場した。
伊集院 カイ（いじゅういん カイ）
声 - 種﨑敦美
自らを「超天才」と名乗るシャドバプレイヤー。年齢は13歳→16歳(F)。身長156cm（F）。勝利するターンを宣言するなど、自分の知略に絶対の自信を持っている。認めていない相手のことはフルネームで呼ぶなど、少々変わっている。Fの最終章であるアーク編では伝説のシャドバプレイヤーの一員として登場する。7クール以降のオープニングでも第1作のメンバーとして登場した。
黒羽 アリス（くろばね アリス）
声 - 小倉唯
誰もが知っている超有名アイドルだが、自分の特別さに少し嫌気がさしている。普段は隠しているが、オバケなど怖いものが好き。自分のファンの事を「お兄ちゃん・お姉ちゃん」と呼んでいる。母はマネージャーを務めているが、スマホ内の登録を「マネージャー」としていることや母の命令で使いたいカードを使えないことに不満を抱いている等、その関係は良好なわけではない様子。Fの最終章であるアーク編では伝説のシャドバプレイヤーの一員として登場する。7クール以降のオープニングでも第1作のメンバーとして登場した。
マウラ・アベラルド
声 - 井口祐一
ヒイロを翻弄する、謎めいた少年。身長170cm（F）。相手をじわじわと追い詰めることを好む。いつも笑顔だが、中身は腹黒く粗暴。実はレオンの関係者の1人。
ヒイロとゴールドランク同士のバトルを行うも敗北。ルシアとのバトルを終えた直後のヒイロとルシアを迎えに行き、中央タワーに連れて行く。シャドウナイツとの最後の試練ではフンフに勝利したことで世界を救う戦いに身を投じる。
元は孤児で誰かに助けを求め続けていたところレオンに引き取られた過去を持ち、彼に心酔するようになった。しかし彼を生贄にするというレオンの真の目的を知りショックを受けた。その際ヒイロとルシアに救われ、それ以降は嘘の優しさに頼らないことを決意した。Fの最終章であるアーク編では第87話の孤立状態となっている。7クール以降のオープニングでも第1作のメンバーとして登場した。
レオン・オーランシュ
声 - 森川智之
シャドウバース開発会社・ジェネシスカンパニーの社長。シャドバの開発会社の社長なだけに、最大のグランドマスターランクの持ち主。クールだが我が強く飄々としている。その一方で、ヒイロ同様シャドバに対する愛は人一倍あると自信を持っている。第7話では決勝トーナメントに参加する為にバトルの相手を探していたヒイロと出会い、彼とバトルする。バトルは彼が一方的に有利だったが、ヒイロの機転により敗北、そしてヒイロは決勝トーナメント進出が決まり、カズキやミモリにも参加資格を渡した。 決勝トーナメント終了後、世界大会となる「シャドウグランプリ」の開催を宣言、その優勝者には会社の社長の座を譲ることも宣言する。
実はかつて、ヒイロの両親と共に祝福の樹を研究していた仲であった。しかし、祝福の樹が暴走を起こし、災いの樹となり研究所を封印する事に関して2人が樹に取り込まれたところを目の当たりにした。それに関してヒイロに対し「自分はある意味で両親の仇」と述べた。
上述の通り飄々としているが、中身は無慈悲で計算高い。マウラのことを愛しておらず、力を手に入れるために利用していた。また、エイジのことも友人として思っておらず、自分の野望を邪魔する存在という事で排除しようとしていた。
ヒイロを陥れようとするが、最終的にはヒイロたちの絆の深さや折れない意志に屈し敗北。その後は行方不明となり、続編の『F』では第86話での回想シーンで明かされた。
竜ヶ崎 エイジ（りゅうがざき エイジ）
声 - 日野聡
ヒイロの父親でシゲフミの息子に当たる。かつてレオンやアサギと共にとある研究所で研究員として働いていた。
「祝福の樹」と呼ばれる特殊な植物を研究していたが、突如祝福の樹が暴走を始めてしまい、その犠牲としてアサギが取り込まれた。
祝福の樹は災いの樹へと変わり、手に負えなくなり研究所を封印する事になるも、レオンにすべてを託して、アサギと共に災いの樹の一部となる（ヒイロ本人はシゲフミより「事故で死んだ」と聞いていた）。Fでは長らく彼の出番はなかったが、最終章であるアーク編では第87話で登場した。

##### ジェネシスカンパニー
マルグリット・ヴァロワ
声 - 明坂聡美
レオンの秘書を務めている女性。レオンのルーズさや突飛な行動に頭を悩ませており、度々苦言を言う。
最終決戦でレオンがいなくなって以降は、ジェネシスカンパニーの新社長になった。Fでも登場。

##### 竜ヶ崎家
竜ヶ崎 アサギ（りゅうがさき アサギ）
声 - 生天目仁美
ヒイロの母。かつてとある研究所で夫のエイジと共に祝福の樹に関する事を研究していたが、祝福の樹は災いの樹へと変貌し、取り込まれてしまう。
その後は少女の姿となり、ローウェンたちと共にレオンの野望を止めるためにヒイロたちを導いた。Fでは第87話で父親のエイジ共に登場。ヒイロのスマホの充電を満タンにする魔法を使用した。
竜ケ崎 シゲフミ (りゅうがさき シゲフミ)
声 - 樫井笙人
ヒイロと暮らす祖父でエイジの父親に当たる。シャドバがあまり好きではなく、孫がスマホを買うことを反対していた。

##### その他
牙倉 タクマ (きばくら タクマ)
声 - 岩瀬周平
天青学園の不良。「弱い奴にシャドバをやる資格はない」が口癖。
牙倉 セイヤ (きばくら セイヤ)
声 - 近藤隆
プロプレイヤーにしてタクマの兄。マジックが趣味。
霧山 シロウ (きりやま シロウ)
声 - 梅原裕一郎
プロプレイヤーの1人。自分の本心をあまり表に出さない性格。
司会者 (しかいしゃ)
声 - 檜山修之
シャドバ全国大会の司会者。正確かつ激熱な司会が持ち味。
田部丘 マイセル (たべおか マイセル)
声 - 岩田光央
『立てば洋食、座れば和食、歩く姿はイタリアン』な伝説の料理人。料理かな関するテクニックをシャドバでもいかんなく発揮する。
財善寺 ミヤビ (ざいぜんじ ミヤビ)
声 - 松嵜麗
超大金持ちである財善寺家の跡取り娘。お金にものを言わせるのが得意。
ヴァネッサ・ジュスティーヌ
声 - 小松未可子
悪名高いジュスティーヌ姉妹の1人で、ビビアンの姉。妹に比べて温厚な性格。シャドバで賞金を稼いでいる。
ビビアン・ジュスティーヌ
声 - 豊口めぐみ
悪名高いジュスティーヌ姉妹の1人で、ヴァネッサの妹。姉に比べて攻撃的な性格。シャドバで賞金を稼いでいる。
九鬼 ズオウ (くき ズオウ)
声 - 興津和幸
好戦的でシャドバを『狩り』と称する少年。コウと共にバトルしている。
蛇神 コウ (へびがみ コウ)
声 - 河西健吾
気だるげな雰囲気の少年。ズオウと共にバトルしている。

#### スタッフ（第1作）
- 原作 - Cygames
- 企画 - 丸茂礼（テレビ東京）、渡邊耕一（Cygames）、松下幸生
- 監督 - 川口敬一郎[375][378]
- シリーズ構成 - 磯崎輪太郎、赤尾でこ[375][378]
- キャラクター原案 - ぽんず、久方綜司[375][378]
- サブキャラクター原案 - 岡田学彌、みけぼし、ell
- キャラクターデザイン - 原田大基[375][378]
- サブキャラクターデザイン - 新田靖成[375][378]
- フォロワーデザインチーフ - 北川大輔[375][378]
- バトルコンセプトデザイン - 長屋誠志郎[375][378]
- プロップデザイン - 岩永悦宜[375][378]
- 美術設定 - 須江信人、多田周平[375][378]
- 美術監督 - 根本邦明[375][378]
- 色彩設計 - 佐藤直子、品地奈々絵[375][378]
- 3DCGディレクター - 神谷貴浩、大嶋慎介[375][378]
- 撮影監督 - 浅川茂輝[375][378]
- 編集 - 平木大輔[375][378]
- 音響監督 - 飯田里樹[375][378]
- 音楽 - 池頼広[375][378]
- 音楽協力 - テレビ東京ミュージック
- 音響プロデューサー - 髙井琢磨
- 音楽制作 - 村井杏名
- スーパーバイザー - 中嶋嘉美、白石誠
- チーフプロデューサー - 竹中信広、佐藤茂薫
- プロデューサー - 土方真（テレビ東京）、松本准平、嶋崎英郎
- アニメーションプロデューサー - 新宅潔
- アニメーション制作 - ZEXCS[375][378]
- 製作 - テレビ東京、アニメ「シャドウバース」製作委員会

#### 主題歌（第1作）
「キリフダ」
PENGUIN RESEARCHによる前期主題歌。作詞・作曲は堀江晶太、編曲は堀江晶太とPENGUIN RESEARCH。（SACRA MUSIC）
「新世界」
FLOWによる後期主題歌。作詞・作曲はKOHSHI ASAKAWA、編曲はTAKESHI ASAKAWAとFLOW。（SACRA MUSIC）

#### エンディングテーマ（第1作）
「ハピネス*センセーション」
小倉唯による前期エンディングテーマ。作詞はKamy、作曲・編曲は鶴﨑輝一。（キングレコード）
「心誰にも」
ゲーム実況者わくわくバンドの作詞・編曲・歌による後期エンディングテーマ。作曲はせらみかる、編曲には黒沢ダイスケも加わる。（Sony Records）

#### 挿入歌
「瞳の国のアリス」
黒羽アリス（小倉唯）による#01、#04、#16、特別編2、#28の挿入歌。作詞は磯崎輪太郎、作曲・編曲は川崎智哉。
「You are in my eyes」
天宮ミモリ（本渡楓）による#37、#39、#40、#41の挿入歌。作詞は磯崎輪太郎、作曲・編曲は長門千晴、伊禮完。

#### 各話リスト（第1作）
| 話数    | サブタイトル                       | 脚本                  | 絵コンテ            | 演出               | 作画監督                                                             | キャラクター総作画監督     | フォロワー総作画監督       | 初放送日      |
| ------- | ---------------------------------- | --------------------- | ------------------- | ------------------ | -------------------------------------------------------------------- | -------------------------- | -------------------------- | ------------- |
| 第1話   | これがシャドバだ!!                 | 赤尾でこ 磯崎輪太郎   | 川口敬一郎          | 川口敬一郎         | 新田靖成 島沢ノリコ                                                  | 原田大基                   | 北川大輔                   | 2020年 4月7日 |
| 第2話   | ヒイロの決意                       | 赤尾でこ 磯崎輪太郎   | 川口敬一郎          | 山本天志           | 松下郁子 杉本里奈 貞方希久子 新田靖成 五月女妃苗 島沢ノリコ 今井雅美 | 原田大基                   | 北川大輔                   | 4月14日       |
| 第3話   | 超天才の策略                       | 川口敬一郎 磯崎輪太郎 | 長屋誠志郎          | 長屋誠志郎         | 松本翔吾 佐藤静香                                                    | 原田大基                   | 北川大輔                   | 4月21日       |
| 第4話   | 特別なもの                         | 柿村イサナ 磯崎輪太郎 | 大平直樹            | 境橋渡             | 実原登 大髙雄太 王國年                                               | 新田靖成 原田大基          | 北川大輔                   | 4月28日       |
| 第5話   | 激闘！ヒイロVSカズキ！             | 玉井☆豪 磯崎輪太郎    | Ryden B             | 北村淳一           | 北村淳一 五月女妃苗 みやち 稲津辰宣                                  | 新田靖成                   | 北川大輔                   | 5月5日        |
| 第6話   | 強さの理由                         | 赤尾でこ 磯崎輪太郎   | ウシロシンジ        | 山本天志           | 稲津辰宣 本多恵美 阿部島瑠珠 片岡恵美子 中熊太一                     | 島沢ノリコ                 | 北川大輔                   | 5月12日       |
| 第7話   | 目指せ！マスターランク！           | 鈴木祐哉 磯崎輪太郎   | 佐山聖子            | 森義博             | 山村俊了 杉本里菜                                                    | 杉本里菜 原田大基          | 北川大輔 稲津辰宣          | 5月19日       |
| 第8話   | 決勝トーナメント始まるッ！         | 川口敬一郎 磯崎輪太郎 | 川口敬一郎          | 村田光             | 小澤早依子                                                           | 新田靖成                   | 北川大輔                   | 5月26日       |
| 第9話   | 開幕！華麗なるウィッチショー！     | 柿村イサナ 磯崎輪太郎 | 渡部周              | 蔵本穂高           | 西田美弥子 鐘文山 大髙雄太 山村俊了                                  | 原田大基                   | 北川大輔                   | 6月2日        |
| 第10話  | マウラの呪縛！                     | 川口敬一郎 磯崎輪太郎 | 佐藤卓哉            | 渋谷亮介           | 井嶋けい子 阿部島瑠珠 佐藤静香                                       | 島沢ノリコ                 | 稲津辰宣 北川大輔          | 6月9日        |
| 第11話  | ヒイロvsルシア                     | 川口敬一郎 磯崎輪太郎 | 川口敬一郎          | おゆなむ           | なつのはむと Nyki Ikyn 王悦春 孫月 稲津辰宣                          | 新田靖成                   | 北川大輔                   | 6月16日       |
| 第12話  | 勝利は誰の手に                     | 川口敬一郎 磯崎輪太郎 | 山本天志            | 山本天志           | 吉田肇 高橋こう平 和田賢人 服部益実 前原薫                           | 原田大基                   | 北川大輔                   | 6月23日       |
| 特別編1 | シャドウバース特別編               | -                     | -                   | -                  | -                                                                    | -                          | -                          | 6月30日       |
| 第13話  | 開幕！シャドウグランプリ！         | 赤尾でこ 磯崎輪太郎   | ウシロシンジ        | 飛田剛             | 貞方希久子 福田周平                                                  | 貞方希久子                 | 北川大輔                   | 7月7日        |
| 第14話  | 満腹バトル！田部丘マイセル！       | 玉井☆豪 磯崎輪太郎    | 佐山聖子            | 江副仁美           | 石川てつや 佐藤静香 五月女妃苗 松下郁子                              | -                          | 北川大輔 佐藤静香          | 7月14日       |
| 第15話  | スーパーリッチ！財善寺ミヤビ！     | 柿村イサナ 磯崎輪太郎 | いがりたかし        | いがりたかし       | 五月女妃苗 佐藤静香                                                  | -                          | 北川大輔                   | 7月21日       |
| 第16話  | 冥府への誘い！ジュスティーヌ姉妹！ | 川口敬一郎 磯崎輪太郎 | 近藤貴浩            | 平田政宗           | 松下郁子 中熊太一 平田華奈 山村俊了 五月女妃苗                       | 中熊太一 杉本里奈          | 北川大輔                   | 7月28日       |
| 第17話  | 特別と普通                         | 川口敬一郎 磯崎輪太郎 | 大平直樹            | 津田義三 江副仁美  | 服部一郎 大髙雄太 日根野優子                                         | 新田靖成                   | 北川大輔 稲津辰宣          | 8月4日        |
| 第18話  | 卑劣な罠！ズオウ＆コウ！           | 鈴木祐哉 磯崎輪太郎   | 長屋誠志郎          | 長屋誠志郎         | 松本翔吾 戸丸昌洋                                                    | 松本翔吾                   | 北川大輔                   | 8月11日       |
| 第19話  | 影を背負う者達                     | 赤尾でこ 磯崎輪太郎   | 山本天志            | 山本天志           | 西田美弥子 鐘文山 大髙雄太                                           | 新田靖成                   | 稲津辰宣 北川大輔          | 8月18日       |
| 第20話  | 微笑みは黒く                       | 柿村イサナ 磯崎輪太郎 | 佐山聖子            | 嵯峨敏             | 朝井聖子 神本兼利                                                    | -                          | 北川大輔                   | 8月25日       |
| 第21話  | 宿命の戦い                         | 川口敬一郎 磯崎輪太郎 | 川口敬一郎          | 大河原晴男         | 阿部島瑠珠 みやち 五月女妃苗                                         | 原田大基                   | 北川大輔                   | 9月1日        |
| 第22話  | 決着！そして…                      | 川口敬一郎 磯崎輪太郎 | 佐山聖子            | 森義博             | 山内則康 猿渡聖加 梶浦紳一郎                                         | 杉本里菜 原田大基          | 中熊太一 北川大輔          | 9月8日        |
| 第23話  | 未知なる邂逅                       | 赤尾でこ 磯崎輪太郎   | 佐山聖子            | 森義博             | 近藤優次 松本朋之                                                    | -                          | 北川大輔                   | 9月15日       |
| 第24話  | 祝福と災い                         | 赤尾でこ 磯崎輪太郎   | 佐山聖子            | 山本天志           | Lee Seong-jin 佐藤静香                                               | 原田大基                   | 稲津辰宣 北川大輔          | 9月22日       |
| 特別編2 | シャドウバース特別編               | -                     | -                   | -                  | -                                                                    | -                          | -                          | 9月29日       |
| 第25話  | 7つの希望                          | 赤尾でこ 磯崎輪太郎   | 川口敬一郎          | 和田高明           | 貞方希久子 廣澤治嘉                                                  | -                          | 北川大輔                   | 10月6日       |
| 第26話  | 伝説を掴め！                       | 赤尾でこ 磯崎輪太郎   | 佐山聖子            | 高橋雅和           | 金子優司 承山菜美                                                    | 新田靖成                   | 中熊太一 北川大輔          | 10月13日      |
| 第27話  | 究極のドラゴン！                   | 赤尾でこ 磯崎輪太郎   | 佐山聖子            | 平田政宗           | 近藤優次 松本朋之 佐藤静香                                           | -                          | 北川大輔                   | 10月20日      |
| 第28話  | 重なる答え                         | 赤尾でこ 磯崎輪太郎   | 近藤貴浩            | 森義博             | 猿渡聖加 梶浦紳一郎                                                  | 杉本里奈                   | 中熊太一 北川大輔          | 10月27日      |
| 第29話  | 僕である証                         | 川口敬一郎 磯崎輪太郎 | 長屋誠志郎          | 大河原晴男         | 西村彩 千葉山夏恵 木下由衣 五月女妃苗                                | 新田靖成                   | 北川大輔                   | 11月3日       |
| 第30話  | 覚悟と勇気                         | 玉井☆豪 磯崎輪太郎    | 山本天志            | 山本天志           | 山村俊了 高橋敦子                                                    | 佐藤静香                   | 佐藤静香 北川大輔          | 11月10日      |
| 第31話  | 勇者の剣                           | 玉井☆豪 磯崎輪太郎    | 山本天志            | 山本天志           | 近藤優次 松本朋之                                                    | -                          | 北川大輔                   | 11月17日      |
| 第32話  | 希望の足音                         | 赤尾でこ 磯崎輪太郎   | 川口敬一郎 大平直樹 | 三好なお 川口K一郎 | 高橋敦子 西村彩                                                      | -                          | 北川大輔                   | 11月24日      |
| 第33話  | 滅びの行方                         | 赤尾でこ 磯崎輪太郎   | 佐山聖子            | 高橋雅和           | 金子優司 承山菜美 清水明日香 阿部島瑠珠                              | 金子優司 承山菜美 新田靖成 | 北川大輔                   | 12月1日       |
| 第34話  | 絶望のバトル                       | 赤尾でこ 磯崎輪太郎   | 佐山聖子            | 原田奈奈           | 山岸正和 山村直己                                                    | -                          | 北川大輔                   | 12月8日       |
| 第35話  | 終焉への序曲                       | 川口敬一郎 磯崎輪太郎 | 佐山聖子            | 曽我恵             | 大竹晃裕 橋本穂高 斉藤大輔                                           | 佐藤静香                   | 佐藤静香 北川大輔          | 12月15日      |
| 第36話  | 信じる心                           | 川口敬一郎 磯崎輪太郎 | 佐山聖子            | 青木三篠 和田高明  | 廣澤治嘉 島沢ノリコ                                                  | 原田大基                   | 廣澤治嘉 稲津辰宣 北川大輔 | 12月22日      |
| 第37話  | 覚醒を呼ぶ声                       | 赤尾でこ 磯崎輪太郎   | 川口敬一郎          | 平田政宗           | 阿部島瑠珠 山村俊了                                                  | 新田靖成                   | 中熊太一 北川大輔          | 2021年 1月5日 |
| 第38話  | ヒイロと黒竜の騎士                 | 赤尾でこ 磯崎輪太郎   | えらん              | 高橋雅和           | 承山菜美 金子優司 清水明日香                                         | -                          | 北川大輔                   | 1月12日       |
| 第39話  | ミモリはアイドル                   | 川口敬一郎 磯崎輪太郎 | 近藤貴浩            | 山本天志 青木三篠  | 髙橋瑞紀 山村俊了 Lee Seong-jin CHO JEONG HWA                        | 杉本里奈                   | 中熊太一 北川大輔          | 1月19日       |
| 第40話  | アリスの本当                       | 川口敬一郎 磯崎輪太郎 | 平田政宗            | 平田政宗           | 近藤優次 松本朋之                                                    | 原田大基 杉本里奈          | 北川大輔                   | 1月26日       |
| 第41話  | カズキの大脱出！                   | 玉井☆豪 磯崎輪太郎    | 山本天志            | 山本天志           | ハンミンギ 鐘文山 大髙雄太 永田有香                                  | 新田靖成                   | 稲津辰宣 北川大輔          | 2月2日        |
| 第42話  | カイと禁忌の魔法                   | 玉井☆豪 磯崎輪太郎    | 山本天志            | 森義博             | 猿渡聖加 福島豊明                                                    | 佐藤静香                   | 佐藤静香 北川大輔          | 2月9日        |
| 第43話  | マウラの願い、叶わぬ思い           | 柿村イサナ 磯崎輪太郎 | 山本天志            | 平井義道           | 山本篤史 佐藤元昭 川島尚 山崎まさかず 枡田邦彰 北村友幸              | 新田靖成                   | 稲津辰宣 北川大輔          | 2月16日       |
| 第44話  | ルシアと不死の王                   | 柿村イサナ 磯崎輪太郎 | えらん              | 大津りか           | 承山菜美 清水明日香 山村俊了 島沢ノリコ 新田靖成 阿部島瑠珠          | -                          | 北川大輔                   | 2月23日       |
| 第45話  | 天空の城                           | 赤尾でこ 磯崎輪太郎   | 佐山聖子            | 徐恵眞             | 鈴木光 飯田清貴 時矢義則                                             | 杉本里奈                   | 中熊太一 北川大輔          | 3月2日        |
| 第46話  | 世界の支配者                       | 赤尾でこ 磯崎輪太郎   | 佐山聖子            | 江副仁美           | 松本朋之 近藤優次                                                    | -                          | 北川大輔                   | 3月9日        |
| 第47話  | 進化の時                           | 赤尾でこ 磯崎輪太郎   | 川口敬一郎          | 山本天志           | 髙橋瑞紀 高橋敦子                                                    | 新田靖成                   | 北川大輔                   | 3月16日       |
| 第48話  | バトル！シャドウバース！           | 赤尾でこ 磯崎輪太郎   | 川口敬一郎          | 川口敬一郎         | 佐藤静香 島沢ノリコ 廣澤治嘉 杉本里菜                                | 原田大基 新田靖成          | 北川大輔 中熊太一 稲津辰宣 | 3月23日       |
| 特別編3 | シャドウバース特別編               | -                     | -                   | -                  | -                                                                    | -                          | -                          | 3月30日       |

#### 放送局（第1作）
| 放送期間                                                             | 放送時間           | 放送局         | 対象地域       | 備考    |
| -------------------------------------------------------------------- | ------------------ | -------------- | -------------- | ------- |
| 2020年4月7日 - 2021年3月23日                                         | 火曜 17:55 - 18:25 | テレビ東京     | 関東広域圏     | 製作局  |
|                                                                      |                    | テレビ北海道   | 北海道         |         |
|                                                                      |                    | テレビ愛知     | 愛知県         |         |
|                                                                      |                    | テレビ大阪     | 大阪府         |         |
|                                                                      |                    | テレビせとうち | 岡山県・香川県 |         |
|                                                                      |                    | TVQ九州放送    | 福岡県         |         |
| 2020年4月30日 - 2021年4月8日                                         | 木曜 7:30 - 8:00   | テレビ和歌山   | 和歌山県       | [ 383 ] |
| テレビ東京系列ではリピート放送あり・字幕放送・連動データ放送を実施。 |                    |                |                |         |

| 配信開始日    | 配信時間                     | 配信サイト |
| ------------- | ---------------------------- | --- |
| 2020年4月8日  | 水曜 12:00 更新              | あにてれ Amazonプライム・ビデオ Google Play GYAO!ストア dアニメストア DMM.com ニコニコチャンネル HAPPY!動画 バンダイチャンネル ビデオマーケット music.jp |
| 2020年4月9日  | 木曜 0:00 更新               | J:COMオンデマンド メガパック auスマートパスプレミアム TELASA milplus 見放題パックプライム                                                                |
|               | 木曜 3:00 - 3:30（水曜深夜） | ABEMA |
| 2020年4月15日 | 水曜 12:00 更新              | ひかりTV |
| 2020年4月16日 | 木曜 0:00 更新               | TSUTAYA TV |

| 国・地域 | 放送・配信期間                 | 放送・配信時間         | 放送局・配信サイト | 備考                               |
| -------- | ------------------------------ | ---------------------- | ------------------ | ---------------------------------- |
| 香港     | 2022年11月10日 - 2023年4月21日 | 木・金曜 17:20 - 17:50 | 無綫電視翡翠台     | 『闇影詩章』というタイトルにて放送 |

#### ゲーム（アニメ）
Nintendo Switch用ソフト『シャドウバース チャンピオンズバトル』が、2020年11月5日にCygamesから発売された。ジャンルはカードバトルRPG。

##### ゲーム版の登場人物
主人公（デフォルト名なし）
声 - 下野紘（男の子） / 水瀬いのり（女の子）
ゲーム版の主人公。性別の選択は可能。天青学園に転校してきた少年・少女。ヒイロ達と出会い、シャドバ部の復活を目指すことになる。
霧雨 カグラ（きりさめ カグラ）
声 - 内田真礼
天青学園の生徒会長。厳しい性格をしており、シャドバ部を廃部にしようとしている。
早乙女 レイ（さおとめ レイ）
声 - 緒方恵美
天青学園の生徒で、気弱な性格をしている。頼りなさげな雰囲気だが、実は最上級生である。

### 第2作
『シャドウバースF』（シャドウバースフレイム）のタイトル（タイトル文字ロゴでは『シャドウバースFLAME』と表記）で、2022年4月から2024年9月までテレビ東京系列にて放送された。
新たな主人公「天竜ライト」を中心に、相棒のデジタルフレンド「ドラグニル」や仲間たちが、カードバトルを通じて成長する姿が描かれ、第1作で登場した人物と繋がる物語である。
2022年10月1日から10月29日まで毎週土曜日6時54分から7時00分の枠で『シャドウバースF』第3クールに使用（後に第4クールにも使用）された「STAR」を歌う超ときめき♡宣伝部による『シャドウバースF』を宣伝するミニ番組『超ときめき♡シャドウバースF宣伝部』（ちょうときめきシャドウバースフレイム宣伝部）が放送された。
2023年4月から6月までは『マヂカルラブリーの全力!アニシャド応援部』を放送し、2023年7月8日から同年12月23日までセブンシャドウズ編が放送された。
なお、ライト達が立ち上がることによる「現代の審判者」であるアークルーラーが登場している。また、総集編では2022年9月・2023年7月・2024年4月・6月・8月の放送も実施されており、同様のスマホカードゲームバトル方式となっている。
2024年1月6日から『マヂカルラブリーの全力!アニシャド応援部2』を放送が決定されたことにより、本作の第75話の放送後に発表され、同年4月13日から本作の最終章となるアーク編が放送されることが発表された。なお、本作の最終章となるアーク編ではライト達が前章セブンシャドウズ編で登場された暴走したシェイド(デジフレ)達のシャドウバースの力で世界を救うことが内容となっており、セブンシャドウズとの協力し、アークルーラーの打倒を目指すことが内容となっている。3月30日放送の『マヂカルラブリーの全力!アニシャド応援部2』をもって終了し、マヂカルラブリーが本作のゲスト出演が決まったことによって正式発表された。
同年8月17日放送の『シャドウバースF（フレイム）クライマックス直前スペシャル』が放送された。司会はMC役担当の上村祐翔、井澤詩織が担当した。ナレーションはジェントルマン役の森久保祥太郎を担当。本作の名場面や裏話などの振り返る内容となっている。

#### 登場人物（第2作）

##### セブンスレイム
天竜 ライト（てんりゅう ライト）
声 - 上村祐翔、田所あずさ（幼少期）
主人公。クールだが抜けている。12月20日生まれ。一人称は「俺」。ウルフラムに誘われ、シャドバカレッジに転校するまではシャドバをあまりやっていなかった。幼少期から感情表現が苦手で言葉足りていない。最終章のアーク編では第85話の序盤での本人が少し怖いことを思い出し、第89話のアークルーラーとの勝負の決着がついたことによって勝利となり一時は世界は救われたと思われていたが、ウルフラムの仕業によって全世界が暗黒状態になっていたことが気がつきたった一人で世界を救うことを決意しウルフラムとのシャドババトルに挑んだ。第90話の第1作であったレオンとの最終決戦における回想シーンで幼少期の姿として登場した。第92話のウルフラム戦後に全世界のプレイヤー達に勝てなかったことを伝え、イツキ達に心配をかけ、レンに叱られた。その影響によってファンからライトコールが送られた。セブンスレイムのメンバーとリョウガとミカドが見守る中、アークールーラーによる扉の魔法を使用し、相棒であるドラグニルの共にウルフラムとの再戦として最後のシャドババトルに挑むことになる。最後は日常に戻るべく、ただバトルを楽しんだだけにするためにアークルーラーに頼んで、自分の手柄をセブンシャドウズに譲った。
ドラグニル
声 - 井澤詩織
ライトのパートナーデジフレ。他のデジブレとは違い喋ることができるが、第74話にてライトのパートナーになる前にアークルーラーの味方だと判明した。最終章のアーク編では第85話の序盤でのデシフレ達のアークルーラーが作られた存在だと判明する。第89話にてライトの気合導入したことにより『バーニングドラゴン・ドラグニル』へ進化を果たす。その影響によって彼がライトの気持ちによって本当のパートナーデジブレとして歩んでいくことになった。少し生意気な頼れる相棒である。『コロコロ』版ではツッコミ役として担当している。『マヂカルラブリーの全力!アニシャド応援部』では司会者として担当。第1期はアニメ絵、第2期は3DCG絵が使われている。『おはスタ』では水曜日のコーナーでの2021年10月13日の放送から2024年3月27日の放送までに担当し、3DCG絵が使用されていた。
蜜田川 イツキ（みつたがわ イツキ）
声 - 山村響
シャドバカレッジの2年生。5月2日生まれ。一人称は「僕」。シャドバ部の一つ「セブンスフレイム」所属にして部長。優しく純粋な性格。少女のような見た目をしている。最終章のアーク編では第78話のエルガの攻撃で一時は仮死状態となるがスレイドの助けにより復活を果たす。
スレイド
声 - 山村響
イツキのパートナーデジフレ。イツキの事が好きでそばにいてくれる存在。デモニアとは仲がいい。最終章のアーク編では第78話の一時は仮死状態となったイツキに対してエルガの攻撃を受けてしまい、その気持ちでイツキを復活させようとしていた。第79話の『ブロッサムストーム・スレイド』へ進化するが負担を抱えていた影響もありコスモスファングが出なくなり力が出せなくなっていた。
真壁 スバル（まかべ スバル）
声 - 浦和希、首藤志奈（幼少期）
ライトの転校先での友人1号。9月8日生まれ。一人称は「俺」。あまりシャドバを真面目にやっていない。明るく朗らかな性格だが、時折影のある顔を出す。最終章のアーク編では第78話のエルガの攻撃で一時は仮死状態となるがバケルスの助けにより復活を果たす。
バケルス
声 - 浦和希
スバルのパートナーデジフレ。最終章のアーク編では第78話の一時は仮死状態となったスバルに対してスレイド同様エルガの攻撃を受けてしまい、その気持ちでスバルを復活させようとしていた。第79話の『グランドゴースト・バケルス』へ進化するが負担を抱えていた影響もありコスモスファングが出なくなり力が出せなくなっていた。
ジェントルマン
声 - 森久保祥太郎
正体不明のアバター。「シックスマジック」の影の部長としてシノブに指示をだしていたが、ライトとのバトルにより、「セブンスフレイム」に加入した。実はその正体は乙坂シオン。
乙坂 シオン（おとさか シオン）
声 − 集貝はな
ジェントルマンの正体。3月18日生まれ。一人称は「僕」。ボーイッシュな口調で喋るが、外見は列記とした少女。ジェントルマンのアバターではないと上手く話せない。人間関係が苦手でつい嫌味を言ったり悪口を言ったりしてしまう。
メイティ
声 - 集貝はな
シオンのパートナーデジフレ。最終章であるアーク編では第85話の『ミスティックエンプレス・メイティ』へ進化を成し遂げる。
風祭 レン（かざまつり レン）
声 - 武田羅梨沙多胡
シャドバカレッジの1年生でライト達の後輩。3月18日生まれ。一人称は「私」。「フィフスソード」に所属していたが「ゼブンスフレイム」に加入した。テンションが高くヒーローに憧れを抱いている。ツバサとは距離を縮めるためにバトルして友達になった。
アミロス
声 - 武田羅梨沙多胡
レンのパートナーデジフレ。最終章であるアーク編では第81話の『スピアヒーロー・アミロス』へ進化を成し遂げる。
小鳥遊 ツバサ（たかなし ツバサ）
声 - 富田美憂
シャドバカレッジの3年生でライト達の先輩。7月4日生まれ。一人称は「私」。ライトから呼び捨て、イツキからさん付け、レンから先輩付けで呼ばれている。「サードフェザー」の元部長。ややダウナーでテンションが低い。レンとは距離を縮めるためにバトルして友達になった。
ウィンギー
声 - 富田美憂
ツバサのパートナーデジフレ。最終章であるアーク編では第81話の『グロリアスジェム・ウィンギー』へ進化を成し遂げる。

##### シックスマジック
美鬼 シノブ（みき シノブ）
声 - 大坪由佳
シャドバ部の一つ「シックスマジック」部長。いつも飄々としており、掴み所がない。意外と大食いで、よく購買のパンを食べている。

##### フィフスソード
雷同 タツミ（らいどう タツミ）
声 - 内匠靖明
シャドバ部の一つ「フィフスソード」の部長。「シャドバは体力」をモットーに、いつも体を鍛えている。礼儀正しく熱い男だが、少々暑苦し過ぎるとの声もある模様。

##### フォースウィンド
母嶋 フワリ（ははじま フワリ）
声 - 花守ゆみり
シャドバ部の一つ「フォースウィンド」の部長。いつでものんびり、どんな時も慌てない。部員達から「フワリママ」と呼ばれるほど、母性に満ち溢れている。

##### セカンドブラッド
邪星 リョウガ（じゃせい リョウガ）
声 - 逢坂良太
シャドバカレッジの生徒だが、今は学園に通わずサボっている。音楽が好きで、よくイヤホンを付けている。性格が悪く傲慢で弱い者を嫌っており、自分のデジフレであるデモニアを邪険に見ている。
デモニア
声 - 逢坂良太
リョウガのパートナーデジフレ。最終章であるアーク編では第83話の『アルティメットデビル・デモニア』へ進化を成し遂げる。

##### ファーストリーパー
波瀬浦 ハルマ（はぜうら ハルマ）
声 - 岡本信彦
シャドバ部の一つ「ファーストリーパー」部長。「セブンスフレイム」の宿敵で、本部を廃部寸前に追いやった張本人。攻撃的な性格で、マヤとエリナを除いた周囲からは恐れられ、嫌われている。
マヤ
声 - 大関英里
「ファーストリーパー」部員。ハルマの傍若無人ぶりに加担している。
エリナ
声 - 洲崎綾
「ファーストリーパー」部員。マヤ同様、ハルマの傍若無人ぶりに加担している。

##### セブンシャドウズ
竜ヶ崎 ヒイロ（りゅうがさき ヒイロ）
声 - 梶原岳人

夜那月 ルシア（よなづき ルシア）
声 - 榎木淳弥

真壁 カグヤ（まかべ カグヤ）
声 - 松田颯水
スバルの弟。セブンシャドウズの一人。第62話でスバルとのバトル後に「気を付けて、セブンシャドウズの裏切り者がいる。」と伝えた。最終章であるアーク編ではシオンのアドバイスにより協力する。
ヒナ・シンクレア
声 - 水瀬いのり
レンの親友。セブンシャドウズの一人。セブンシャドウズ最年少ながら、類まれな実力と美学を兼ね備えている。最終章であるアーク編では第81話でツバサとレンとのバトルの敗北後に自分で落下してしまった。
ウォーデン・クラフト
声 - 三宅健太
シャドバカレッジに隠された伝説のカードを手に入れて、ネクサスに接触するのが目的だった。

##### その他
アンドレア・ロンド
声 - 折笠富美子
ライト達を教える国語担当の教師。途中からセブンシャドウズの一員となってしまうが、最終章のアーク編では第81話のツバサとレンとのバトルの敗北後に自分がヒナの笑顔で落下して去って行った。
オマス
声 - 山口竜之介
マルグリット・ヴァロア
声 - 明坂聡美

アイン
声 - 遠藤綾
ウルフラム・ゼルガ
声 - 緑川光、小清水亜美（幼少期）
謎の青年。ライトをシャドバに誘い込み、彼をシャドバカレッジに転校させた張本人。途中からセブンシャドウズの一員になる。その後、最終章であるアーク編では第89話で真のラスボスだと判明しライトとの最後のシャドババトルを行う。
アークルーラー
声 - 鳥海浩輔
アークを奪った謎の人物。一人称は「私」。第73話の終盤で彼をデジフレ達の罠に仕掛けていた本人。最終章であるアーク編でも活躍をする。第89話でライトとのバトルで敗北し彼との絆を深めた後のウルフラムによって回収するも第91話で自分が本来の姿に戻り、新カードである「アークライトルーラー」としてライトに託し召喚させるもウルフラムに見せた。
エルデ
声 - 安元洋貴
ヒメル
声 - 茅野愛衣
黒羽 アリス（くろばね アリス）
声 - 小倉唯

天宮 ミモリ（あまみや ミモリ）
声 - 本渡楓

進藤 カズキ（しんどう カズキ）
声 - 田谷隼

伊集院 カイ（いじゅういん カイ）
声 - 種﨑敦美

白銀 ミカド（しろがね ミカド）
声 - 榊原優希
シャドバカレッジの理事長。6月6日生まれ。一人称は「僕」。いつも柔和な表情をしているが、どこか恐ろしいオーラをまとっている不思議な少年。
ガルエル
声 - 榊原優希
ミカドのパートナーデジフレ。最終章であるアーク編では第83話の『セラフィックシャイン・ガルエル』へ進化を成し遂げる。
ハリー・スミス
声 - 狩野翔
幼少期とウルフラムと出会った青年。死亡したと思われていたが実は生存が確認された。

#### スタッフ（第2作）
- 原作 - Cygames
- 企画 - 丸茂礼（テレビ東京）、渡邊耕一（Cygames）、松下幸生
- 監督 - 川口敬一郎[387]
- 副監督 - 林直孝[387]
- シリーズ構成 - 磯崎輪太郎、赤尾でこ[387]
- アートディレクター - ぽんず[387]
- キャラクター原案 - 岡田学彌、みけぼし、ヘスン、おにねこ[387]
- キャラクターデザイン - 原田大基[387]
- サブキャラクターデザイン - 新田靖成[387]
- フォロワー監督 - 北川大輔[387]
- デジフレデザイン - 宮川知子[387]
- プロップデザイン - 岩永悦宜[387]
- 美術監督 - 鐘權濱[387]
- 美術設定 - 緒川マミオ[387]
- 色彩設計 - 佐藤直子、品地奈々絵[387]
- モニターグラフィックス - sankaku[387]
- 3DCGチーフディレクター - 大嶋慎介[387]
- 撮影監督 - 中村雄太、浅川茂輝、越山麻彦[387]
- 編集 - 平木大輔[387]
- 音響監督 - 飯田里樹[387]
- 音響プロデューサー - 髙井琢磨
- 音楽 - 池頼広[387]
- 音楽協力 - テレビ東京ミュージック
- 音楽制作 - スタジオキッチン
- 音響制作 - ソニルード[387]
- チーフプロデューサー - 竹中信広、佐藤茂薫
- プロデューサー - 土方真（テレビ東京）、松本准平、嶋崎英郎
- アニメーションプロデューサー - 安藤春香
- アニメーション制作 - ZEXCS[387]
- 製作 - テレビ東京、アニメ「シャドウバースF」製作委員会

#### 主題歌（第2作）
「心眼」
Lanndo feat. 須田景凪による第1・2クール主題歌。作詞・編曲はぬゆり、作曲はぬゆりと須田の共作。（A-Sketch）
「Tick-Tock」
NEWSによる第3・4クール主題歌。作詞・作曲・編曲はヒロイズム。（Johnny's Entertainment Record）
「灯火」
Half time Oldによる第5・6クール主題歌。作詞・作曲は鬼頭大晴、編曲はNaoki ItaiとHalf time Old。（UNIVERSAL MUSIC）
「Do or Die」
ナノによる第7・8クール主題歌。作曲はナノ、作曲・編曲は堀江晶太。

#### エンディングテーマ（第2作）
「マイターン」
黒羽アリス（小倉唯）による第1・2クールエンディングテーマ。作詞・作曲・編曲は鶴崎輝一。
「STAR」
超ときめき♡宣伝部による第3・4クールエンディングテーマ。作詞・作曲・編曲はMUTEKI DEAD SNAKE。（avex trax）
「シェケナーレ」
OCHA NORMAによる第5・6クールエンディングテーマ。作詞は児玉雨子、作曲はANDW、編曲は中村瑛彦。（zetima/UP-FRONT WORKS）
「HEAVY GAMER」
LIL LEAGUEによる第7・8クールエンディングテーマ。作詞はSHOKICHI、作曲はSKY BEATZ,とSHOKICHI、編曲はSKY BEATZ,。（rhythm zone）

#### 各話リスト（第2作）
| 話数                 | サブタイトル                             | シナリオ                       | 絵コンテ                   | 演出                            | 作画監督 | 総作画監督                   | 初放送日         |                  |                  |                  |                  |                  |                  |                  |                  |                  |                  |                  |                  |                  |                  |                  |                  |                  |
| シャドバ部復活編     | シャドバ部復活編                         | シャドバ部復活編               | シャドバ部復活編           | シャドバ部復活編                | シャドバ部復活編 | シャドバ部復活編             | シャドバ部復活編 | シャドバ部復活編 | シャドバ部復活編 | シャドバ部復活編 | シャドバ部復活編 | シャドバ部復活編 | シャドバ部復活編 | シャドバ部復活編 | シャドバ部復活編 | シャドバ部復活編 | シャドバ部復活編 | シャドバ部復活編 | シャドバ部復活編 | シャドバ部復活編 | シャドバ部復活編 | シャドバ部復活編 | シャドバ部復活編 | シャドバ部復活編 |
| -------------------- | ---------------------------------------- | ------------------------------ | -------------------------- | ------------------------------- | --- | ---------------------------- | ---------------- | ---------------- | ---------------- | ---------------- | ---------------- | ---------------- | ---------------- | ---------------- | ---------------- | ---------------- | ---------------- | ---------------- | ---------------- | ---------------- | ---------------- | ---------------- | ---------------- | ---------------- |
| 第1話                | 俺のシャドバはここから始まる！           | 赤尾でこ 磯崎輪太郎            | 川口敬一郎                 | 川口敬一郎                      | 島沢ノリコ 廣澤治嘉 佐藤静香 | 新田靖成                     | 2022年 4月2日    |                  |                  |                  |                  |                  |                  |                  |                  |                  |                  |                  |                  |                  |                  |                  |                  |                  |
| 第2話                | これが俺の名案だ                         | 川口敬一郎 磯崎輪太郎          | 川口敬一郎                 | 徐恵眞                          | 飯飼一幸 宮川知子 南伸一郎 | 杉本里奈                     | 4月9日           |                  |                  |                  |                  |                  |                  |                  |                  |                  |                  |                  |                  |                  |                  |                  |                  |                  |
| 第3話                | バトルしたから分かるんだ                 | 川口敬一郎 磯崎輪太郎          | 川口敬一郎                 | 林直孝                          | 山村俊了 寺尾憲治 廣澤治嘉 | 桜井正明                     | 4月16日          |                  |                  |                  |                  |                  |                  |                  |                  |                  |                  |                  |                  |                  |                  |                  |                  |                  |
| 第4話                | レディー＆ジェントルマン！               | 赤尾でこ 磯崎輪太郎            | 山本天志                   | 山本天志                        | Kang Hyeon-guk Lee Seong-jun Kim Jeong-suk Shin Seong-min Choi So-jeong                                                                                       | 佐藤静香                     | 4月23日          |                  |                  |                  |                  |                  |                  |                  |                  |                  |                  |                  |                  |                  |                  |                  |                  |                  |
| 第5話                | 一つ頼みを聞いてくれ                     | 赤尾でこ 磯崎輪太郎            | 赤尾でこ 磯崎輪太郎        | 平田政宗                        | 高橋敦子 阿部島瑠珠 佐藤静香 | 新田靖成                     | 4月30日          |                  |                  |                  |                  |                  |                  |                  |                  |                  |                  |                  |                  |                  |                  |                  |                  |                  |
| 第6話                | 勇気は必ず力をくれる！                   | 伊神貴世 磯崎輪太郎            | 真菜陽                     | 佐々木達也                      | 川島尚 黒川あゆみ 立田眞一 村上龍之介 百代 | 島沢ノリコ 桜井正明          | 5月7日           |                  |                  |                  |                  |                  |                  |                  |                  |                  |                  |                  |                  |                  |                  |                  |                  |                  |
| 第7話                | それが僕の強さです！                     | 伊神貴世 磯崎輪太郎            | 佐藤和磨 川口敬一郎        | 佐藤和磨                        | CHOI HEE EUN SONG MIN JU CHO JUNG HWA LEE SANG MIN STUDIO GREEN                                                                                               | 新田靖成                     | 5月14日          |                  |                  |                  |                  |                  |                  |                  |                  |                  |                  |                  |                  |                  |                  |                  |                  |                  |
| 第8話                | 期待なんて呪いだよ                       | 川口敬一郎 磯崎輪太郎          | 林直孝                     | 大河原晴男                      | Kang Hyeon-guk Lee Seong-jin Kim Jeong-suk Shin Eun-ah Choi So-jeong                                                                                          | 佐藤静香                     | 5月21日          |                  |                  |                  |                  |                  |                  |                  |                  |                  |                  |                  |                  |                  |                  |                  |                  |                  |
| 第9話                | お前のバトルを見せてくれ！               | 川口敬一郎 磯崎輪太郎          | 川口敬一郎 こでらかつゆき  | 暮照了                          | 日根野優子 篠原健二 田中克憲 𠮷田肇 牙威格斗 | 中野圭哉                     | 5月28日          |                  |                  |                  |                  |                  |                  |                  |                  |                  |                  |                  |                  |                  |                  |                  |                  |                  |
| 第10話               | マジになっても意味ないしね               | 伊神貴世 磯崎輪太郎            | 大原実                     | 山本天志                        | 松本朋之 近藤優次 | 原田大基                     | 6月4日           |                  |                  |                  |                  |                  |                  |                  |                  |                  |                  |                  |                  |                  |                  |                  |                  |                  |
| 第11話               | アンタに理解されたくない…                | 川口敬一郎 磯崎輪太郎          | 山本天志                   | 島崎奈々子                      | 松本朋之 近藤優次 | -                            | 6月11日          |                  |                  |                  |                  |                  |                  |                  |                  |                  |                  |                  |                  |                  |                  |                  |                  |                  |
| 第12話               | だからシャドバは、面白い！               | 川口敬一郎 磯崎輪太郎          | 山本天志                   | 山本天志                        | 廣澤治嘉 佐藤静香 加藤壮 高橋敦子 | 平山円                       | 6月18日          |                  |                  |                  |                  |                  |                  |                  |                  |                  |                  |                  |                  |                  |                  |                  |                  |                  |
| 第13話               | シャドバは弱肉強食だっ！                 | 赤尾でこ 磯崎輪太郎            | 川口敬一郎                 | 平田政宗                        | 山村俊了 CHOI HEE EUN BAE GEUN YOUNG | 新田靖成                     | 6月25日          |                  |                  |                  |                  |                  |                  |                  |                  |                  |                  |                  |                  |                  |                  |                  |                  |                  |
| 第14話               | お前にないのは必然だ！                   | 赤尾でこ 磯崎輪太郎            | 川口敬一郎                 | 仁科くにやす                    | 島沢ノリコ 山村俊了 佐藤静香 飯田清貴 | 中野圭哉                     | 7月2日           |                  |                  |                  |                  |                  |                  |                  |                  |                  |                  |                  |                  |                  |                  |                  |                  |                  |
| 第15話               | 自分らしくバトルしよ♪                    | 伊神貴世 磯崎輪太郎            | 大原実                     | 大河原晴男                      | Kang Hyeon-guk Lee Seong-jin Kim Jeong-suk Shin Eun-ah | 新田靖成                     | 7月9日           |                  |                  |                  |                  |                  |                  |                  |                  |                  |                  |                  |                  |                  |                  |                  |                  |                  |
| 第16話               | 本気のシャドバを見せてあげるね！         | 川口敬一郎 磯崎輪太郎          | 石黒達也 川口敬一郎 林直孝 | 能田健太                        | 藤原彰人 大野勉 | 桜井正明                     | 7月16日          |                  |                  |                  |                  |                  |                  |                  |                  |                  |                  |                  |                  |                  |                  |                  |                  |                  |
| 第17話               | シャドバで熱くなりたいです               | 川口敬一郎 磯崎輪太郎          | 林直孝                     | 佐藤和磨                        | CHOI HEE EUN LEE SANG MIN KIM HYUN AH NAM SANG TAE | 佐藤静香                     | 7月23日          |                  |                  |                  |                  |                  |                  |                  |                  |                  |                  |                  |                  |                  |                  |                  |                  |                  |
| 第18話               | 俺のリズムは悪魔の心音                   | 赤尾でこ 磯崎輪太郎            | 真菜陽                     | 徐恵眞                          | 廣澤治嘉 平山円 山村俊了 竹上貴雄 | 中野圭哉                     | 7月30日          |                  |                  |                  |                  |                  |                  |                  |                  |                  |                  |                  |                  |                  |                  |                  |                  |                  |
| 第19話               | 切り札だったら俺もある！                 | 赤尾でこ 磯崎輪太郎            | 川口敬一郎                 | 島崎奈々子                      | 近藤優次 松本朋之 | -                            | 8月6日           |                  |                  |                  |                  |                  |                  |                  |                  |                  |                  |                  |                  |                  |                  |                  |                  |                  |
| 第20話               | だからすっごく楽しいです！               | 赤尾でこ 磯崎輪太郎            | 大原実                     | 藤中達也                        | 鐘文山 | 新田靖成                     | 8月13日          |                  |                  |                  |                  |                  |                  |                  |                  |                  |                  |                  |                  |                  |                  |                  |                  |                  |
| 第21話               | 超えて見せなきゃ話にならない             | 伊神貴世 磯崎輪太郎            | 林直孝                     | 仁科くにやす                    | 飯田清貴 鈴木光 | -                            | 8月20日          |                  |                  |                  |                  |                  |                  |                  |                  |                  |                  |                  |                  |                  |                  |                  |                  |                  |
| 第22話               | ついにアンタを見つけたよ！               | 川口敬一郎 磯崎輪太郎          | Royden B                   | 平田政宗                        | Kang Hyeon-guk Lee Seong-jin Hwang Seong-won Shin Eun-ah Kim Min-ah                                                                                           | 原田大基 桜井正明 島沢ノリコ | 8月27日          |                  |                  |                  |                  |                  |                  |                  |                  |                  |                  |                  |                  |                  |                  |                  |                  |                  |
| 第23話               | 君じゃキングは越えられない！             | 川口敬一郎 磯崎輪太郎          | 島崎奈々子 川口敬一郎      | 島崎奈々子                      | 佐藤静香 島沢ノリコ 山村俊了 | -                            | 9月3日           |                  |                  |                  |                  |                  |                  |                  |                  |                  |                  |                  |                  |                  |                  |                  |                  |                  |
| 第24話               | 君って鈍いね                             | 赤尾でこ 磯崎輪太郎            | 山本天志                   | 山本天志                        | 廣澤治嘉 CHOI HEE EUN KIM HYUN AH | -                            | 9月10日          |                  |                  |                  |                  |                  |                  |                  |                  |                  |                  |                  |                  |                  |                  |                  |                  |                  |
| 第25話               | これがお前の真の姿か！                   | 赤尾でこ 磯崎輪太郎            | 山本天志                   | 山本天志                        | 鈴木光 飯田清貴 山村俊了 佐藤静香 高橋敦子 | 新田靖成                     | 9月17日          |                  |                  |                  |                  |                  |                  |                  |                  |                  |                  |                  |                  |                  |                  |                  |                  |                  |
| シャドバ部対抗編     |                                          |                                |                            |                                 | |                              |                  |                  |                  |                  |                  |                  |                  |                  |                  |                  |                  |                  |                  |                  |                  |                  |                  |                  |
| 第26話               | シャドバ部対抗戦を開始する……！           | 赤尾でこ 磯崎輪太郎            | セトウケンジ               | 佐藤和磨                        | 近藤優次 松本朋之 | -                            | 10月1日          |                  |                  |                  |                  |                  |                  |                  |                  |                  |                  |                  |                  |                  |                  |                  |                  |                  |
| 第27話               | 昔のままじゃないんだよっ！               | 赤尾でこ 磯崎輪太郎            | セトウケンジ               | 徐恵眞                          | 白鳥弘公 稲葉栄 | -                            | 10月8日          |                  |                  |                  |                  |                  |                  |                  |                  |                  |                  |                  |                  |                  |                  |                  |                  |                  |
| 第28話               | 私もみんなの先輩ですからっ！             | 川口敬一郎 磯崎輪太郎          | 川口敬一郎                 | 平田政宗                        | 松本翔吾 廣澤治嘉 島沢ノリコ 飯田清貴 | -                            | 10月15日         |                  |                  |                  |                  |                  |                  |                  |                  |                  |                  |                  |                  |                  |                  |                  |                  |                  |
| 第29話               | 私の憧れぶつけますっ！                   | 伊神貴世 磯崎輪太郎            | 林直孝                     | 大島克也                        | 佐藤静香 百代 藤原奈津子 桜井正明 | -                            | 10月22日         |                  |                  |                  |                  |                  |                  |                  |                  |                  |                  |                  |                  |                  |                  |                  |                  |                  |
| 第30話               | 悪くない気分だぜ                         | 川口敬一郎 磯崎輪太郎          | 真菜陽                     | 仁科くにやす                    | CHOI HEE EUN KIM HYUN AH LEE MI KYUNG HWANG MI JUNG | -                            | 10月29日         |                  |                  |                  |                  |                  |                  |                  |                  |                  |                  |                  |                  |                  |                  |                  |                  |                  |
| 第31話               | 野に咲く花の強さを見せる！               | 伊神貴世 磯崎輪太郎            | 真菜陽 川口敬一郎          | 島崎奈々子                      | 近藤優次 松本朋之 | -                            | 11月5日          |                  |                  |                  |                  |                  |                  |                  |                  |                  |                  |                  |                  |                  |                  |                  |                  |                  |
| 第32話               | お前も絶望するんだよ！                   | 川口敬一郎 磯崎輪太郎          | 林直孝                     | 佐藤和磨                        | 原田大基 立石良子 陈潔琼 | 桜井正明                     | 11月12日         |                  |                  |                  |                  |                  |                  |                  |                  |                  |                  |                  |                  |                  |                  |                  |                  |                  |
| 第33話               | 今の俺なら、お前に届く！                 | 川口敬一郎 磯崎輪太郎          | セトウケンジ 長屋誠志郎    | 長屋誠志郎                      | 細間菜瑠 戸丸昌洋 菱沼優子 | 松本翔吾                     | 11月19日         |                  |                  |                  |                  |                  |                  |                  |                  |                  |                  |                  |                  |                  |                  |                  |                  |                  |
| 第34話               | みなさん！リゾートですよ！               | 赤尾でこ 磯崎輪太郎            | 大原実                     | 大津りか                        | 斉藤千比呂 佐藤静香 伊部由起子 Beast Dominique Santos Resuello Facu Escobedo Henry Kuan Limeros Natalie Aquino Nyki Ikyn RVEN Sirap Will S Tobira Jed Panulin | -                            | 11月26日         |                  |                  |                  |                  |                  |                  |                  |                  |                  |                  |                  |                  |                  |                  |                  |                  |                  |
| 第35話               | 共に思い出を重ねよう                     | 赤尾でこ 磯崎輪太郎            | 山本天志                   | 山本天志                        | 山本天志 島崎望 向山祐治 服部憲知 梁柄吉 金弼康 酒井KEI 李熙周 薛智秀 金垣希 イ・ヒョンジョン                                                                 | 島沢ノリコ 松本翔吾          | 12月3日          |                  |                  |                  |                  |                  |                  |                  |                  |                  |                  |                  |                  |                  |                  |                  |                  |                  |
| 第36話               | 僕にとって全ては遊び                     | 川口敬一郎 磯崎輪太郎          | 川口敬一郎                 | 徐恵眞                          | 白鳥弘公 稲葉栄 | 桜井正明                     | 12月10日         |                  |                  |                  |                  |                  |                  |                  |                  |                  |                  |                  |                  |                  |                  |                  |                  |                  |
| 第37話               | 俺がお前を満たしてやろう！               | 川口敬一郎 磯崎輪太郎          | 川口敬一郎                 | 仁科くにやす                    | 廣澤治嘉 藤原奈津子 飯田清貴 江湧 | -                            | 12月17日         |                  |                  |                  |                  |                  |                  |                  |                  |                  |                  |                  |                  |                  |                  |                  |                  |                  |
| ワールドランキング編 |                                          |                                |                            |                                 | |                              |                  |                  |                  |                  |                  |                  |                  |                  |                  |                  |                  |                  |                  |                  |                  |                  |                  |                  |
| 第38話               | 我らが元まで来るが良い！                 | 赤尾でこ 磯崎輪太郎            | 林直孝                     | 島崎奈々子                      | CHOI HEE EUN KIM HYUN AH NAM SANG TAE HWANG MI JUNG | 島沢ノリコ                   | 12月24日         |                  |                  |                  |                  |                  |                  |                  |                  |                  |                  |                  |                  |                  |                  |                  |                  |                  |
| 第39話               | これこそがジュスティーヌ姉妹の切り札！   | 赤尾でこ 磯崎輪太郎            | 林直孝                     | いとがしんたろー                | 松本翔吾 鈴木光 山村俊了 Dominique Santos Resuello Nyki Ikyn Facu Escobedo RVEN Jed Panulin Tobira Macarena Duarte Yamato Chan Natalie Aquino                 | 桜井正明                     | 2023年 1月7日    |                  |                  |                  |                  |                  |                  |                  |                  |                  |                  |                  |                  |                  |                  |                  |                  |                  |
| 第40話               | 何のために強くなる？                     | 伊神貴世 磯崎輪太郎            | 真菜陽                     | 一居一平                        | 佐藤静香 鈴木光 斉藤千比呂 飯田清貴 太田りな | 佐藤静香                     | 1月14日          |                  |                  |                  |                  |                  |                  |                  |                  |                  |                  |                  |                  |                  |                  |                  |                  |                  |
| 第41話               | これが俺達の新たな力だ！                 | 川口敬一郎 磯崎輪太郎          | 川口敬一郎                 | 佐藤和磨                        | 藤原奈津子 廣澤治嘉 島沢ノリコ STUDIO MASSKET | 新田靖成                     | 1月21日          |                  |                  |                  |                  |                  |                  |                  |                  |                  |                  |                  |                  |                  |                  |                  |                  |                  |
| 第42話               | この一歩を全力で踏みしめるっ！           | 赤尾でこ 磯崎輪太郎            | 山本天志                   | 山本天志                        | 細間菜瑠 菱沼優子 白鳥弘公 戸丸昌洋 | 松本翔吾                     | 1月28日          |                  |                  |                  |                  |                  |                  |                  |                  |                  |                  |                  |                  |                  |                  |                  |                  |                  |
| 第43話               | 一人でしか見られぬ景色もある             | 伊神貴世 磯崎輪太郎            | セトウケンジ               | 松永浩太郎                      | 近藤優次 松本朋之 | -                            | 2月4日           |                  |                  |                  |                  |                  |                  |                  |                  |                  |                  |                  |                  |                  |                  |                  |                  |                  |
| 第44話               | 私が君の未来を照らそう                   | 川口敬一郎 磯崎輪太郎          | 林直孝                     | 長本直貴                        | 百代 白鳥鉄木 Beast FuJirou Jarrett Martin Macarena Duarte Nyki Ikyn RVEN Shelia Loewito                                                                      | 島沢ノリコ                   | 2月11日          |                  |                  |                  |                  |                  |                  |                  |                  |                  |                  |                  |                  |                  |                  |                  |                  |                  |
| 第45話               | 君には期待しているよ                     | 川口敬一郎 磯崎輪太郎          | セトウケンジ               | 徐恵眞                          | 佐藤静香 桜井正明 竹上貴雄 FUN 赵玲 俞天翔 王佳涵 谢雨朦 蓋春垚                                                                                               | 松本翔吾                     | 2月18日          |                  |                  |                  |                  |                  |                  |                  |                  |                  |                  |                  |                  |                  |                  |                  |                  |                  |
| 第46話               | ヒーローなんてガキの遊びだ！             | 伊神貴世 磯崎輪太郎            | 川口敬一郎                 | 一居一平                        | 藤原奈津子 鈴木光 福田瑞穂 中西彩 HWANG MI JUNG LEE SANG MIN NAM SANG TAE                                                                                     | 新田靖成                     | 2月25日          |                  |                  |                  |                  |                  |                  |                  |                  |                  |                  |                  |                  |                  |                  |                  |                  |                  |
| 第47話               | それでも私を貫きます！                   | 伊神貴世 磯崎輪太郎            | 川口敬一郎                 | 前田基匡 大宅明日香             | 飯田清貴 百代 鈴木光 稲葉栄 原田大基 佐藤静香 | -                            | 3月4日           |                  |                  |                  |                  |                  |                  |                  |                  |                  |                  |                  |                  |                  |                  |                  |                  |                  |
| 第48話               | その眩しさもやがては消える               | 川口敬一郎 磯崎輪太郎          | 山本天志                   | 山本天志                        | 島沢ノリコ 廣澤治嘉 藤原奈津子 白鳥弘公 稲葉栄 原田大基 | -                            | 3月11日          |                  |                  |                  |                  |                  |                  |                  |                  |                  |                  |                  |                  |                  |                  |                  |                  |                  |
| 第49話               | 俺にとって、君は                         | 赤尾でこ 磯崎輪太郎            | 林直孝                     | 佐藤和磨                        | 細間菜瑠 菱沼優子 佐藤菜穂 原田大基 佐藤静香 STUDIO MASSKET                                                                                                   | 松本翔吾                     | 3月18日          |                  |                  |                  |                  |                  |                  |                  |                  |                  |                  |                  |                  |                  |                  |                  |                  |                  |
| 第50話               | 俺はようやく、ここまで来たぞ！           | 赤尾でこ 磯崎輪太郎            | 林直孝                     | 鈴木拓磨                        | 浜平蒼生 林由香 満田一 高橋尚千 辛澤麒 Bs_kim 岩渕哲也 松本朋之 近藤優次                                                                                      | 新田靖成                     | 3月25日          |                  |                  |                  |                  |                  |                  |                  |                  |                  |                  |                  |                  |                  |                  |                  |                  |                  |
| セブンシャドウズ編   |                                          |                                |                            |                                 | |                              |                  |                  |                  |                  |                  |                  |                  |                  |                  |                  |                  |                  |                  |                  |                  |                  |                  |                  |
| 第51話               | 俺達は、最強に挑む！                     | 赤尾でこ 磯崎輪太郎            | 川口敬一郎                 | 松永浩太郎                      | 近藤優次 松本朋之 | -                            | 7月8日           |                  |                  |                  |                  |                  |                  |                  |                  |                  |                  |                  |                  |                  |                  |                  |                  |                  |
| 第52話               | その試練、受けて立つ！                   | 赤尾でこ 川口敬一郎 磯崎輪太郎 | 江上潔                     | 江上潔                          | 藤原奈津子 百代 稲葉栄 廣澤治嘉 CHOI HEE EUN | 島沢ノリコ                   | 7月15日          |                  |                  |                  |                  |                  |                  |                  |                  |                  |                  |                  |                  |                  |                  |                  |                  |                  |
| 第53話               | それこそが、君の弱さだ                   | 川口敬一郎 磯崎輪太郎          | 林直孝                     | いとがしんたろー                | 池原菜緒 | 新田靖成                     | 7月22日          |                  |                  |                  |                  |                  |                  |                  |                  |                  |                  |                  |                  |                  |                  |                  |                  |                  |
| 第54話               | 価値ある敗北に変えてやる！               | 川口敬一郎 磯崎輪太郎          | 林直孝 長屋誠志郎          | 一居一平                        | 鈴木光 CHOI HEE EUN KIM HYUN AH HWANG MI JUNG | 佐藤静香                     | 7月29日          |                  |                  |                  |                  |                  |                  |                  |                  |                  |                  |                  |                  |                  |                  |                  |                  |                  |
| 第55話               | 絶望だけじゃなくないですか               | 伊神貴世 磯崎輪太郎            | 山本天志                   | 山本天志                        | 細間菜瑠 白鳥弘公 佐藤静香 原田大基 | -                            | 8月5日           |                  |                  |                  |                  |                  |                  |                  |                  |                  |                  |                  |                  |                  |                  |                  |                  |                  |
| 第56話               | 私も世界も、変わりはしない               | 伊神貴世 磯崎輪太郎            | 山本天志                   | 山本天志                        | 稲葉栄 白鳥弘公 飯飼一幸 舘崎大 松下純子 | 島沢ノリコ 原田大基          | 8月12日          |                  |                  |                  |                  |                  |                  |                  |                  |                  |                  |                  |                  |                  |                  |                  |                  |                  |
| 第57話               | 光の前で消えるがさだめ                   | 川口敬一郎 磯崎輪太郎          | 前田基匡                   | 徐恵眞                          | 白鳥弘公 荒井久磨 飯田清貴 稲葉栄 | 新田靖成                     | 8月19日          |                  |                  |                  |                  |                  |                  |                  |                  |                  |                  |                  |                  |                  |                  |                  |                  |                  |
| 第58話               | 地獄の果てに道連れだ                     | 川口敬一郎 磯崎輪太郎          | 林直孝                     | いとがしんたろー                | 廣澤治嘉 菱沼優子 藤原奈津子 立石良子 白鳥弘公 稲葉栄 | -                            | 8月26日          |                  |                  |                  |                  |                  |                  |                  |                  |                  |                  |                  |                  |                  |                  |                  |                  |                  |
| 第59話               | 甘さも過ぎれば胸がやけるぜ               | 伊神貴世 磯崎輪太郎            | 川口敬一郎                 | 小林仁                          | 浜平蒼生 林由香 岸寛毅 高橋尚千 VISTA Bs_kim | 佐藤静香                     | 9月2日           |                  |                  |                  |                  |                  |                  |                  |                  |                  |                  |                  |                  |                  |                  |                  |                  |                  |
| 第60話               | 悪の美学に溺れて消えろっ！               | 伊神貴世 磯崎輪太郎            | 川口敬一郎 山本天志        | 一居一平 山本天志               | 白鳥弘公 CHOI HEE EUN HWANG MI JUNG CHO JUNG HWA LEE MI KYUNG KIM HYUN AH SIM MYEONG JU                                                                       | 原田大基 島沢ノリコ          | 9月9日           |                  |                  |                  |                  |                  |                  |                  |                  |                  |                  |                  |                  |                  |                  |                  |                  |                  |
| 第61話               | もう逃げねぇって、そう決めた！           | 川口敬一郎 磯崎輪太郎          | Royden B                   | 佐藤和磨                        | 鈴木光 福田瑞穂 細間菜瑠 | 松本翔吾                     | 9月16日          |                  |                  |                  |                  |                  |                  |                  |                  |                  |                  |                  |                  |                  |                  |                  |                  |                  |
| 第62話               | 墓場の底から蘇ったぜ、俺は！             | 川口敬一郎 磯崎輪太郎          | 江上潔                     | 江上潔                          | 近藤優次 松本朋之 | -                            | 9月23日          |                  |                  |                  |                  |                  |                  |                  |                  |                  |                  |                  |                  |                  |                  |                  |                  |                  |
| 第63話               | 審判の時は、近い                         | 赤尾でこ 磯崎輪太郎            | 真菜陽                     | 大島克也                        | 廣澤治嘉 藤原奈津子 福田瑞穂 稲葉栄 飯田清貴 佐藤静香 五十子忍                                                                                                | 原田大基                     | 9月30日          |                  |                  |                  |                  |                  |                  |                  |                  |                  |                  |                  |                  |                  |                  |                  |                  |                  |
| 第64話               | 禁忌にさえ踏み込める                     | 川口敬一郎 磯崎輪太郎          | 山本天志                   | 徐恵眞                          | 池原菜緒 | 新田靖成                     | 10月7日          |                  |                  |                  |                  |                  |                  |                  |                  |                  |                  |                  |                  |                  |                  |                  |                  |                  |
| 第65話               | 禁忌禁断おそるるに足らず！               | 川口敬一郎 磯崎輪太郎          | 林直孝                     | 徐恵眞 佐藤和磨                 | 清澤唯人 Facu Escobedo 降籏秀吉 荒井久磨 松本翔吾 Madeline Shiinamon Cocomantot Yue_pants グレーン OneOrder LOstudio スタジオグラム 暁 CJT                    | 佐藤静香                     | 10月14日         |                  |                  |                  |                  |                  |                  |                  |                  |                  |                  |                  |                  |                  |                  |                  |                  |                  |
| 第66話               | 僕の全部で貴方に挑みます！               | 伊神貴世 磯崎輪太郎            | 加藤もえ 川口敬一郎        | 安藤健                          | 佐藤哲也 陣内美帆 長谷川圭 LEE EUN-YOUNG LEE SUNG-JIN JO KANG                                                                                                 | 原田大基 島沢ノリコ          | 10月21日         |                  |                  |                  |                  |                  |                  |                  |                  |                  |                  |                  |                  |                  |                  |                  |                  |                  |
| 第67話               | 僕の限界の、その先ですっ！               | 伊神貴世 磯崎輪太郎            | 髙田昌豊 川口敬一郎        | 髙田昌豊                        | 廣澤治嘉 細間菜瑠 白鳥弘公 福田瑞穂 鈴木光 藤木奈々 | -                            | 10月28日         |                  |                  |                  |                  |                  |                  |                  |                  |                  |                  |                  |                  |                  |                  |                  |                  |                  |
| 第68話               | さようならだ、白銀ミカド                 | 赤尾でこ 磯崎輪太郎            | 山本天志                   | 山根幹史 山本天志               | 菱沼優子 稲葉栄 藤原奈津子 立石良子 飯田清貴 福田瑞穂 shiinamon                                                                                               | 原田大基 島沢ノリコ          | 11月4日          |                  |                  |                  |                  |                  |                  |                  |                  |                  |                  |                  |                  |                  |                  |                  |                  |                  |
| 第69話               | 君は君のシャドバの意味を知る             | 赤尾でこ 磯崎輪太郎            | 前田基匡                   | 小川凜太郎 備前克彦             | 森亜弥子 江口茜 小川一郎 佐藤静香 戸丸昌洋 兰彦军 毛曼丽 赵菲娅 顾雨帆                                                                                        | 新田靖成                     | 11月11日         |                  |                  |                  |                  |                  |                  |                  |                  |                  |                  |                  |                  |                  |                  |                  |                  |                  |
| 第70話               | 僕の中の光と闇を、あなたにぶつける！     | 赤尾でこ 磯崎輪太郎            | 林直孝 山本天志            | いとがしんたろー                | 近藤優次 松本朋之 | -                            | 11月18日         |                  |                  |                  |                  |                  |                  |                  |                  |                  |                  |                  |                  |                  |                  |                  |                  |                  |
| 第71話               | 好きって気持ちは、最強だ！               | 川口敬一郎 磯崎輪太郎          | 川口敬一郎                 | 徐恵眞 山本天志                 | 佐藤静香 鈴木光 立石良子 CHOI HEE EUN HWANG MI JUNG SIM MYEONG JU LEE SI MIN                                                                                  | 島沢ノリコ 原田大基          | 11月25日         |                  |                  |                  |                  |                  |                  |                  |                  |                  |                  |                  |                  |                  |                  |                  |                  |                  |
| 第72話               | 俺達のバトルはここからだ！               | 川口敬一郎 磯崎輪太郎          | 山本天志                   | 蛍火                            | 白鳥弘公 藤原奈津子 佐藤静香 福田瑞穂 鈴木光 飯田清貴 廣澤治嘉 黒木涼之介                                                                                     | 原田大基                     | 12月2日          |                  |                  |                  |                  |                  |                  |                  |                  |                  |                  |                  |                  |                  |                  |                  |                  |                  |
| 第73話               | 想いを全部、ドローに乗せる！             | 川口敬一郎 磯崎輪太郎          | 林直孝                     | 島安里紗 佐藤和磨 山根幹史      | 新田靖成 佐藤静香 福田瑞穂 藤原奈津子 藤木奈々 鈴木光 島安里紗 原田大基 島沢ノリコ 立石良子 ナツメ 白鳥弘公 飯田清貴                                          | -                            | 12月9日          |                  |                  |                  |                  |                  |                  |                  |                  |                  |                  |                  |                  |                  |                  |                  |                  |                  |
| 第74話               | 俺はみんなを助けます！                   | 赤尾でこ 磯崎輪太郎            | 真菜陽                     | いとがしんたろー                | 近藤優次 松本朋之 原田大基 新田靖成 島沢ノリコ 佐藤静香 藤原奈津子 福田瑞穂 立石良子 白鳥弘公                                                                 | -                            | 12月16日         |                  |                  |                  |                  |                  |                  |                  |                  |                  |                  |                  |                  |                  |                  |                  |                  |                  |
| 第75話               | この力で、世界を救おう                   | 赤尾でこ 磯崎輪太郎            | Royden B 山本天志          | 一居一平 徐恵眞                 | ナツメ 原田大基 鈴木光 藤原奈津子 立石良子 福田瑞穂 白鳥弘公 CHOI HEE EUN CHO JUNG HWA HWANG MI JUNG SIM MYEONG JU                                            | 新田靖成 島沢ノリコ          | 12月23日         |                  |                  |                  |                  |                  |                  |                  |                  |                  |                  |                  |                  |                  |                  |                  |                  |                  |
| アーク編             |                                          |                                |                            |                                 | |                              |                  |                  |                  |                  |                  |                  |                  |                  |                  |                  |                  |                  |                  |                  |                  |                  |                  |                  |
| 第76話               | 世界のために、あなたを倒します！         | 赤尾でこ 磯崎輪太郎 川口敬一郎 | 林直孝                     | 佐藤和磨                        | 福田瑞穂 飯田清貴 鈴木光 佐藤静香 細間菜瑠 島沢ノリコ 稲葉栄 白鳥弘公                                                                                         | 原田大基                     | 2024年 4月13日   |                  |                  |                  |                  |                  |                  |                  |                  |                  |                  |                  |                  |                  |                  |                  |                  |                  |
| 第77話               | 既に審判は下されている                   | 川口敬一郎 磯崎輪太郎          | 前田基匡                   | 一居一平                        | CHOI HEE EUN RYU HYUN JIN HWANG MI JUNG SIM MYEONG JU | 新田靖成                     | 4月20日          |                  |                  |                  |                  |                  |                  |                  |                  |                  |                  |                  |                  |                  |                  |                  |                  |                  |
| 第78話               | この四人が相手なんだ！                   | 川口敬一郎 磯崎輪太郎          | 山本天志                   | 山本天志                        | 白鳥弘公 立石良子 鈴木光 福田瑞穂 廣澤治嘉 | 島沢ノリコ                   | 4月27日          |                  |                  |                  |                  |                  |                  |                  |                  |                  |                  |                  |                  |                  |                  |                  |                  |                  |
| 第79話               | 未来を切り拓け！                         | 川口敬一郎 磯崎輪太郎          | セトウケンジ               | 上田芳裕                        | 近藤優次 松本朋之 | -                            | 5月4日           |                  |                  |                  |                  |                  |                  |                  |                  |                  |                  |                  |                  |                  |                  |                  |                  |                  |
| 第80話               | 今までの恨みを世界に返す！               | 伊神貴世 磯崎輪太郎            | 川口敬一郎                 | 佐藤和磨                        | 龍光 鑫月 明光 瑞木晶 慧敏 廖家楽人 | 佐藤静香                     | 5月11日          |                  |                  |                  |                  |                  |                  |                  |                  |                  |                  |                  |                  |                  |                  |                  |                  |                  |
| 第81話               | これが怒りというものなのね               | 伊神貴世 川口敬一郎 磯崎輪太郎 | 林直孝                     | 徐恵眞 林直孝 佐藤和磨 山本天志 | 佐藤菜穂 宮島有香 飯田清貴 島亜理紗 原田大基 一居一平 廣澤治嘉                                                                                                | 原田大基                     | 5月18日          |                  |                  |                  |                  |                  |                  |                  |                  |                  |                  |                  |                  |                  |                  |                  |                  |                  |
| 第82話               | これが全ての真実！                       | 伊神貴世 磯崎輪太郎            | 林直孝                     | 徐恵眞                          | 大釜沙也佳 | 新田靖成                     | 5月25日          |                  |                  |                  |                  |                  |                  |                  |                  |                  |                  |                  |                  |                  |                  |                  |                  |                  |
| 第83話               | 自分の使命に殉じただけさ                 | 伊神貴世 磯崎輪太郎            | 江上潔 林直孝              | 江上潔 山根幹史                 | 島沢ノリコ 戸丸昌洋 立石良子 福田瑞穂 白鳥弘公 鈴木光 | 島沢ノリコ                   | 6月1日           |                  |                  |                  |                  |                  |                  |                  |                  |                  |                  |                  |                  |                  |                  |                  |                  |                  |
| 第84話               | 飽くなき欲求、ここで止める！             | 川口敬一郎 磯崎輪太郎          | セトウケンジ               | いとがしんたろー                | 新田靖成 佐藤静香 鈴木光 渡部桂太 Park mi hyun Kim dae jung Kim hyun ah Ryu hyun jin                                                                          | 原田大基 島沢ノリコ          | 6月8日           |                  |                  |                  |                  |                  |                  |                  |                  |                  |                  |                  |                  |                  |                  |                  |                  |                  |
| 第85話               | それでも勝つのは、ボクたちの未来だ！     | 川口敬一郎 磯崎輪太郎          | 前田基匡                   | 上田芳裕                        | 近藤優次 松本朋之 | -                            | 6月15日          |                  |                  |                  |                  |                  |                  |                  |                  |                  |                  |                  |                  |                  |                  |                  |                  |                  |
| 第86話               | 君は私たちの掌の上だ                     | 赤尾でこ 磯崎輪太郎            | 川口敬一郎                 | 山根幹史 徐恵眞 佐藤和磨        | 原田大基 鈴木光 廣澤治嘉 渡部桂太 立石良子 白鳥弘公 福田瑞穂                                                                                                  | 新田靖成                     | 6月29日          |                  |                  |                  |                  |                  |                  |                  |                  |                  |                  |                  |                  |                  |                  |                  |                  |                  |
| 第87話               | 君たちには滅亡を止める術などない！       | 赤尾でこ 磯崎輪太郎            | 山本天志                   | 一居一平                        | CHOI HEE EUN HAN SEUNG JIN RYU HYUN JIN LEE MI KYUNG SIM MYEONG JU                                                                                            | 佐藤静香                     | 7月6日           |                  |                  |                  |                  |                  |                  |                  |                  |                  |                  |                  |                  |                  |                  |                  |                  |                  |
| 第88話               | 俺が見るのは未来だけだ！                 | 赤尾でこ 磯崎輪太郎            | セトウケンジ               | 徐恵眞                          | Won Mi-na Park Soon Ok Lim Yeo hee Park Mi Hyun Kim Dae Jung Kim Hyun Ah                                                                                      | 島沢ノリコ 原田大基          | 7月13日          |                  |                  |                  |                  |                  |                  |                  |                  |                  |                  |                  |                  |                  |                  |                  |                  |                  |
| 第89話               | 俺にはまだ残されているものがある         | 赤尾でこ 川口敬一郎 磯崎輪太郎 | 林直孝                     | いとがしんたろー                | 宮島有香 飯田清貴 島亜理紗 池原菜緒 | 新田靖成                     | 7月20日          |                  |                  |                  |                  |                  |                  |                  |                  |                  |                  |                  |                  |                  |                  |                  |                  |                  |
| 第90話               | 思い出とは素晴らしいものだから……         | 伊神貴世 磯崎輪太郎            | 山本天志                   | 山根幹史 佐藤和磨               | 廣澤治嘉 福田瑞穂 立石良子 白鳥弘公 STUDIO MASSKET | 原田大基                     | 7月27日          |                  |                  |                  |                  |                  |                  |                  |                  |                  |                  |                  |                  |                  |                  |                  |                  |                  |
| 第91話               | 破滅だけが君を待つ                       | 伊神貴世 磯崎輪太郎            | セトウケンジ               | 上田芳裕                        | 近藤優次 松本朋之 | -                            | 8月3日           |                  |                  |                  |                  |                  |                  |                  |                  |                  |                  |                  |                  |                  |                  |                  |                  |                  |
| 第92話               | ライトが、世界ドラ！                     | 伊神貴世 磯崎輪太郎            | 林直孝 大島克也            | 前田基匡 大島克也               | 廣澤治嘉 白鳥弘公 新田靖成 立石良子 鈴木光 北島勇樹 島亜理紗 宮島有香 ラプラス・アニメーション                                                                | 佐藤静香                     | 8月10日          |                  |                  |                  |                  |                  |                  |                  |                  |                  |                  |                  |                  |                  |                  |                  |                  |                  |
| 第93話               | 君の勝ち目は微塵もない                   | 川口敬一郎 磯崎輪太郎          | 林直孝                     | 一居一平                        | 龍光 鑫月 慧敏 瑞木晶 廖家楽人 WON, Mi-na PARK, Soon Ok Lim, Yeo hee PARK, Mi Hyun KIM, Dae Jung KIM, Hyun Ah                                                 | 島沢ノリコ 原田大基          | 8月24日          |                  |                  |                  |                  |                  |                  |                  |                  |                  |                  |                  |                  |                  |                  |                  |                  |                  |
| 第94話               | この世界を救うことなど、出来はしないっ！ | 川口敬一郎 磯崎輪太郎          | 前田基匡                   | 前田基匡 いとがしんたろー       | 廣澤治嘉 白鳥弘公 福田瑞穂 渡部桂太 Won Mina Park Sook Ok Lim Min-Ji Kim Ji eun Park Mi Hyun Shin yoo mi                                                      | 新田靖成 原田大基            | 8月31日          |                  |                  |                  |                  |                  |                  |                  |                  |                  |                  |                  |                  |                  |                  |                  |                  |                  |
| 第95話               | 俺は俺の運命を超える！                   | 川口敬一郎 磯崎輪太郎          | 山本天志 林直孝            | 徐恵眞                          | 北島勇樹 宮島有香 立石良子 佐藤菜穂 島亜理紗 山本真夕子 伊部由起子 佐藤静香 鈴木光                                                                            | 佐藤静香                     | 9月7日           |                  |                  |                  |                  |                  |                  |                  |                  |                  |                  |                  |                  |                  |                  |                  |                  |                  |
| 第96話               | これは勇気の証明だ！                     | 川口敬一郎 磯崎輪太郎          | 川口敬一郎                 | 山根幹史 上田芳裕               | 近藤優次 松本朋之 廣澤治嘉 白鳥弘公 宮島有香 立石良子 渡部桂太 福田瑞穂 飯田清貴 菱沼優子 鈴木光                                                              | 島沢ノリコ 原田大基          | 9月14日          |                  |                  |                  |                  |                  |                  |                  |                  |                  |                  |                  |                  |                  |                  |                  |                  |                  |
| 第97話               | お祝いのパーティするから後で来い！       | 川口敬一郎 磯崎輪太郎          | 川口敬一郎                 | 佐藤和磨                        | 水竹修治 飯飼一幸 後藤孝宏 伊瀬奈央子 高山由江 石井明治 | 佐藤静香 宮島有香            | 9月21日          |                  |                  |                  |                  |                  |                  |                  |                  |                  |                  |                  |                  |                  |                  |                  |                  |                  |
| 第98話               | みんなの、シャドバを！                   | 川口敬一郎 磯崎輪太郎          | 川口敬一郎                 | 林直孝 山本天志 山根幹史 徐恵眞 | 原田大基 新田靖成 松本翔吾 佐藤静香 廣澤治嘉 菱沼優子 島沢ノリコ 鈴木光 北島勇樹 山本真夕子 松田寛                                                            | -                            | 9月28日          |                  |                  |                  |                  |                  |                  |                  |                  |                  |                  |                  |                  |                  |                  |                  |                  |                  |

#### 放送局（第2作）
| 放送期間                                                                                               | 放送時間                                                                 | 放送局                | 対象地域       | 備考                             |
| --- | ------------------------------------------------------------------------ | --------------------- | -------------- | -------------------------------- |
| 2022年4月2日 - 10月22日 2022年10月29日 - 2023年3月25日 2023年7月8日 - 12月23日 2024年4月13日 - 9月28日 | 土曜 10:00 - 10:30 土曜 9:30 - 10:00 土曜 9:30 - 10:00 土曜 9:30 - 10:00 | テレビ東京（TX）      | 関東広域圏     | 放送前週に事前特番を放送。製作局 |
| |                                                                          | テレビ北海道（TVh）   | 北海道         |                                  |
| |                                                                          | テレビ愛知 （TVA）    | 愛知県         |                                  |
| |                                                                          | テレビ大阪 （TVO）    | 大阪府         |                                  |
| |                                                                          | テレビせとうち（TSC） | 岡山県・香川県 |                                  |
| |                                                                          | TVQ九州放送（TVQ）    | 福岡県         |                                  |
| 2022年11月4日 - 2024年10月11日                                                                         | 金曜 7:00 - 7:30                                                         | テレビ和歌山（WTV）   | 和歌山県       |                                  |
| 2023年12月14日 - 2024年3月28日 2024年4月4日 -                                                          | 木曜 17:25 - 17:55 木曜 7:00 - 7:30                                      | びわ湖放送（BBC）     | 滋賀県         |                                  |
| テレビ東京系列では字幕放送・連動データ放送を実施。                                                     |                                                                          |                       |                |                                  |

| 配信開始日   | 配信時間                          | 配信サイト |
| ------------ | --------------------------------- | --- |
| 2022年4月2日 | 土曜 10:30 更新 ↓ 土曜 10:00 更新 | Rakuten TV ビデオマーケット music.jp GYAO!ストア DMM.com ニコニコチャンネル Google Play ひかりTV Amazonプライムビデオ dアニメストア バンダイチャンネル U-NEXT アニメ放題 TVer ネットもテレ東 YouTube （テレビ東京公式 あにてれ ちゃんねる） |
| 2022年4月4日 | 月曜 10:00 更新                   | アニメタイムズチャンネル |
|              | 月曜 12:00 更新                   | HAPPY!動画 MOVIEFULL+ |
| 2022年4月6日 | 水曜 00:00 更新                   | J:COMオンデマンド みるプラス TELASA auスマートパスプレミアム |

| テレビ東京系列 火曜 17:55 - 18:25                                                                                  | テレビ東京系列 火曜 17:55 - 18:25 | テレビ東京系列 火曜 17:55 - 18:25 |
| 前番組 | 番組名 | 次番組 |
| --- | --- | --- |
| ダイヤのA actII （2019年4月2日 - 2020年3月31日）                                                                   | シャドウバース （2020年4月7日 - 2021年3月23日）                                                                                           | テニスの王子様 全国大会篇（OVA） （2021年4月6日 - 6月22日）                                                                            |
| テレビ東京系列 土曜 10:00 - 10:30                                                                                  | | |
| けだまのゴンじろー （2019年4月6日 - 2020年3月28日）                                                                | シャドウバース（第1作）（本放送中の再放送→2周目の再放送） （2020年4月11日 - 2022年3月19日） ↓ シャドウバースF （2022年4月2日 - 10月22日） | ニンジャラ （2022年10月29日 - 2023年9月30日） 【30分繰り上げ】                                                                         |
| テレビ東京系列 土曜 9:30 - 10:00                                                                                   | | |
| ドラゴンクエスト ダイの大冒険（2020年版） （2020年10月3日 - 2022年10月22日）                                       | シャドウバースF （2022年10月29日 - 2023年3月25日） 【ここまでアニメ枠】                                                                   | マヂカルラブリーの全力!アニシャド応援部 （2023年4月1日 - 6月24日） 【同番組のみバラエティ番組（ゲーム情報番組）】                      |
| マヂカルラブリーの全力!アニシャド応援部 （2023年4月1日 - 6月24日） 【同番組のみバラエティ番組（ゲーム情報番組）】  | シャドウバースF セブンシャドウズ編 （2023年7月8日 - 12月23日） 【ここのみアニメ枠】                                                       | マヂカルラブリーの全力!アニシャド応援部2 （2024年1月6日 - 3月30日） 【同番組のみバラエティ番組（ゲーム情報番組）】                     |
| マヂカルラブリーの全力!アニシャド応援部2 （2024年1月6日 - 3月30日） 【同番組のみバラエティ番組（ゲーム情報番組）】 | シャドウバースF アーク編 （2024年4月13日 - 9月28日） 【ここから再びアニメ枠】 - ※本番組までテレビ東京製作                                 | ウマ娘 プリティーダービー Season 2 （2024年10月5日 - 2025年1月4日） - ※2021年1月期にTOKYO MX・BS11ほかにて放送された作品の実質再放送。 |

## 派生タイトル
Shadowverse: Worlds Beyond（シャドウバース ワールズビヨンド）
2025年6月17日よりサービス開始した『Shadowverse』の派生タイトル。『Shadowverse』をベースに「超進化」「シャドバパーク」などの新要素を追加。
『Shadowverse』とは独立したアプリであり『Shadowverse』とのデータ連携機能も備える。

## 関連商品

### サウンドトラック
Shadowverse ORIGINAL SOUNDTRACKS
2017年7月19日発売。全21曲を収録。オリジナルグッズが付属したCyStore限定パックも同時発売した。
| #   | タイトル                | 作詞 | 作曲・編曲 | 備考                         |
| --- | ----------------------- | ---- | ---------- | ---------------------------- |
| 1.  | 「Shadowverse」         |      |            |                              |
| 2.  | 「災いの樹:タイトル版」 |      |            | メインテーマ：タイトル用編曲 |
| 3.  | 「災いの樹:ホーム版」   |      |            | メインテーマ：ホーム用編曲   |
| 4.  | 「戦闘準備」            |      |            |                              |
| 5.  | 「勝利の宴」            |      |            |                              |
| 6.  | 「敗北の悲愴」          |      |            |                              |
| 7.  | 「妖精の森」            |      |            | アリサのテーマ               |
| 8.  | 「謁見の間」            |      |            | エリカのテーマ               |
| 9.  | 「魔方陣」              |      |            | イザベルのテーマ             |
| 10. | 「龍の祠」              |      |            | ローウェンのテーマ           |
| 11. | 「骸の踊り」            |      |            | ルナのテーマ                 |
| 12. | 「血の渇欲」            |      |            | ユリアスのテーマ             |
| 13. | 「司祭の救い」          |      |            | イリスのテーマ               |
| 14. | 「司祭の闇」            |      |            |                              |
| 15. | 「終焉の扉」            |      |            |                              |
| 16. | 「真向勝負」            |      |            | 闘技場のテーマ               |
| 17. | 「過去への抗い」        |      |            |                              |
| 18. | 「虚の影」              |      |            |                              |
| 19. | 「切なる願い」          |      |            |                              |
| 20. | 「幸せの記憶」          |      |            |                              |
| 21. | 「悲しみの記憶」        |      |            |                              |

Shadowverse ORIGINAL SOUNDTRACKS Vol.2
2018年12月16日発売。全14曲を収録。発売後の12月19日、楽曲「大いなる決闘」がiTunes Storeのサウンドトラックジャンルの売り上げランキングにて1位に、アルバム自体の売り上げも7位にランクインした。同楽曲は上述の世界大会「Shadowverse World Grand Prix 2018」の対戦曲として使用されており、当該大会の開催がランクインに寄与したとSocial Game Infoは分析している。
| #   | タイトル                               | 作詞 | 作曲・編曲 | 備考                         |
| --- | -------------------------------------- | ---- | ---------- | ---------------------------- |
| 1.  | 「輝ける雫とギルドの街」               |      |            |                              |
| 2.  | 「輝ける雫とギルドの街(アナザーVer.)」 |      |            |                              |
| 3.  | 「暖かな日常」                         |      |            |                              |
| 4.  | 「たちこめる暗雲」                     |      |            |                              |
| 5.  | 「緊迫」                               |      |            |                              |
| 6.  | 「聖戦」                               |      |            |                              |
| 7.  | 「復讐者」                             |      |            | ユアンのテーマ               |
| 8.  | 「復讐者」                             |      |            | ユアンのテーマ：ショートVer. |
| 9.  | 「大いなる決闘」                       |      |            |                              |
| 10. | 「ダークネスエボルヴ」                 |      |            |                              |
| 11. | 「バハムート降臨」                     |      |            |                              |
| 12. | 「神々の騒嵐」                         |      |            |                              |
| 13. | 「ワンダーランドドリームズ」           |      |            |                              |
| 14. | 「星神の伝説」                         |      |            |                              |

Shadowverse Card Set Themes
Vol.1、2が2019年6月27日に発売され、「リバースオブグローリー」は単独でシングルとしても発売された。本作のカードパックのプロモーションビデオで使用された楽曲が収録されている。
| #  | タイトル                     | 作詞 | 作曲・編曲 |
| -- | ---------------------------- | ---- | ---------- |
| 1. | 「ダークネスエボルヴ」       |      |            |
| 2. | 「バハムート降臨」           |      |            |
| 3. | 「神々の騒嵐」               |      |            |
| 4. | 「ワンダーランドドリームズ」 |      |            |
| 5. | 「星神の伝説」               |      |            |
| 6. | 「時空転生」                 |      |            |

| #  | タイトル                   | 作詞 | 作曲・編曲 |
| -- | -------------------------- | ---- | ---------- |
| 1. | 「起源の光、終焉の闇」     |      |            |
| 2. | 「蒼空の騎士」             |      |            |
| 3. | 「十禍絶傑」               |      |            |
| 4. | 「次元歪曲」               |      |            |
| 5. | 「鋼鉄の反逆者」           |      |            |
| 6. | 「リバースオブグローリー」 |      |            |

### 書籍
シャドウバース 公式タクティクスガイド
編集は電撃App編集部、出版はKADOKAWA。世界観や、基礎知識、カードリスト、デッキ指南および開発者のインタビューが掲載されている。
1. 2016年10月20日発売、ISBN 978-4-04-892474-0
2. 2016年12月28日発売、ISBN 978-4-04-892695-9
3. 2017年3月28日発売、ISBN 978-4-04-892848-9

シャドウバース 電撃コミックアンソロジー
2017年3月27日にアスキー・メディアワークスがプロデュースし、KADOKAWAが出版した本作のアンソロジーコミック。上述の邪武丸のほか、堀口レオや茨乃など総勢17名の作家が参加している。ISBN 978-4-04-892736-9

### アナログトレーディングカードゲーム
Shadowverse EVOLVE（シャドウバース エボルヴ）
Cygamesが企画・開発、ブシロードが製造・販売・運営をするアナログトレーディングカードゲーム。2022年4月28日にスターターデッキ6種が発売。

#### ブースターパック
2022年
- 4月28日 - 第1弾「創世の夜明け」
- 6月30日 - 第2弾「黒銀のバハムート」
- 12月16日 - 第3弾「FLAME OF LAEVATEINN / フレイム・オブ・レーヴァテイン」

2023年
- 2月24日 - 第4弾「天星神話」
- 4月28日 - 第5弾「永劫なる絶傑」
- 6月16日 - 第6弾「絶対なる覇者」

また、Cygamesが製作または開発に携わっている他作品からは以下のコラボパックが発売されている。
- 2022年10月1日 - 『ウマ娘 プリティーダービー』[407]
- 2023年8月25日 - 『アイドルマスター シンデレラガールズ』[408]

## 反響・評価
配信開始日である2016年6月17日からの9日間で200万回以上のダウンロード回数を記録した。以降、2017年11月時点でダウンロード回数は1400万回、2018年2月8日時点で1600万回、2018年5月14日時点で1800万回、2018年8月20日時点では1900万回、2018年10月29日に2000万回、2019年4月26日には2100万回を突破している。
日本では、2017年9月29日に本作にとって初めてとなるApp Storeのセールスランキングの1位を獲得。その後2018年3月30日にも1位を獲得した。スパイスマートによると、それぞれ第6弾、第8弾カードパックの配信を含むアップデートによるものと考察されている。
韓国と台湾ではリリース直後のセールスランキングにおいて17位、13位にそれぞれランクインした。
4Gamer.netにおいて2016年6月29日に公開された記事においてライターのH.Hは、本作の対戦、カードのデザイン、ストーリーについて「いずれも完成度が高い」と評している。本作の特徴としてデッキ構築時にリーダーの中から1人を選べ、そのリーダーに設定されているクラスと得意戦術がデッキの構成や戦い方に影響を与える点を挙げている。
ライターのマフィア梶田は2016年7月12日に公開された4Gamer.netの自身のコラムにて、ルールがシンプルで入りやすいこと、チュートリアルがわかりやすいことや、キャラクターやカードのデザインが比較的日本人向けであることが「幅広い層にウケた要因」であると分析している。
IGNのCAM SHEAは2016年7月22日に公開された記事において、本作を「見逃せない魅力満載の作品」と評している。『ハースストーン』との類似点はあるものの、「運の要素を最小限に抑えるゲームとして開発されている点」において一線を画すると指摘している。進化システムについては、「本作をユニークにしている最大の要因と言っても過言ではない」と評しており、「進化のタイミングを考えるのは『Shadowverse』で最も戦略的な判断の1つで、ゲーム全体に奥深さを与えている」と述べている。一方で、後攻側が背負うハンディキャップをこのシステムで解消できるかどうかが課題であると指摘している。ストーリーについては、本作を「他のTCGから際立たせる要素の1つ」と述べており、メロドラマ調に演出された憂鬱な雰囲気を持つこと、それぞれのキャラクターが抱えた恐怖や不安と戦わなければならないというアイデアなどがゲームの深さに寄与していると評している。そして、ストーリーモードにおけるバトルは各クラスの基礎を把握するための「素晴らしい教科書」であるとも述べている。ゲーム表現については、露出度の高いキャラクターがいることから万人向けではないとしながらも、そのことが本作の日本製TCGならではのスタイルを強調していると述べている。また、ディティールに拘って作られたグラフィックやアニメーションが付けられたプレミアムカード、立体的に見えるよう作られた戦場などにおいて「ゲームに磨きをかける努力」が随所に見受けられ、本作が「優秀なデザイナーと開発者たちの素晴らしいチームワークによって生み出された成果」であると述べている。
配信後の反響について、配信から約半年後にGame*Sparkで公開された記事広告において宮下は、配信当初はカードゲームファンのユーザーに広まり、そこから少しずつ広めていければと思っていたが、半年で多くのユーザーを獲得できていることは嬉しい誤算であり、驚きと感謝があると述べている。
SuperDataのリポートによると、全世界売上において期間の途中に配信を開始したにも関わらず2016年中に1億ドルの売上を記録し、TCGの中で『ハースストーン』に次ぐ2位であった。このレポートの中で、本作は2016年において傑出したデジタルTCGであり、先駆者である『神撃のバハムート』よりも深いゲーム性を持ち、新しいTCGの潮流の一部であると評されている。

### 受賞
2016年12月8日にグーグルより発表された「Google Play Best of 2016」において、ゲームの部・ベスト対戦ゲーム部門の大賞を受賞した。
2017年2月15日に、アプリ分析プラットフォーム「App Ape」を展開するフラーより発表された「App Ape Award 2016」において、アプリ・オブ・ザ・イヤー2016ゲーム部門の優秀賞を受賞した。
2016年に発売、配信もしくはサービス中のゲームから、ファンの投票によって選ばれる「ファミ通アワード2016」において、優秀賞およびルーキー賞を受賞した。
電撃オンラインの読者投票によって2016年のベストコンシューマータイトルおよびアプリを決定する「電撃オンラインアワード2016」においてアプリ部門の第3位となった。電撃Appでは投票者のコメントとして、シンプルである一方奥が深いカードゲームであることや、イラストが綺麗、デッキ構築が楽しいといった評価を挙げている。

## トラブル
2016年11月26日から27日にかけて開発元のCygamesの親会社であるサイバーエージェントが主催したゲームイベント「第1回FRESH!杯〜シャドウバース編〜」において、一般参加枠で出場し優勝したプレイヤーが自身のブログにて「全試合配信と言っておきながら出場したBブロックの配信がされず、概要に記載されていた賞金の記述が何の説明もなく削除されたことでバカにされた」と怒りを露わにし炎上。本大会の運営に携わっていたサイバーエージェント傘下のGAMYは賞金については消費者庁との協議の結果、出せないと判断したことなどの経緯を説明し謝罪した。
2018年3月13日、Cygamesは、本作に登場予定のカードのイラスト製作を担当した外部デザイナーが、ウィザーズ・オブ・ザ・コースト社のカードゲーム『マジック:ザ・ギャザリング』のイラストを転用したとして謝罪した。Cygamesは10日、台湾のWeb番組や公式Twitterアカウントで当イラストなどを先行公開していたが、公開後に視聴者から指摘を受けて問題が発覚した。イラストを修正してリリースする予定であることも同時に発表した。